# 日本の華族一覧
日本の華族一覧（にほんのかぞくいちらん）は、1869年（明治2年）から1947年（昭和22年）までの日本に存在した華族制度において、1884年（明治17年）7月7日に制定された華族令による叙爵者（爵位を授けられた者）の一覧である。
ここでは五十音順で表記する。
| 目次 | 目次 | 目次 | 目次 | 目次 | 目次 | 目次 | 目次 | 目次 | 目次 | 目次 |
| ---- | ---- | ---- | ---- | ---- | ---- | ---- | ---- | ---- | ---- | ---- |
| わ   | ら   | や   | ま   | は   |      | な   | た   | さ   | か   | あ   |
|      | り   |      | み   | ひ   |      | に   | ち   | し   | き   | い   |
| を   | る   | ゆ   | む   | ふ   |      | ぬ   | つ   | す   | く   | う   |
|      | れ   |      | め   | へ   |      | ね   | て   | せ   | け   | え   |
| ん   | ろ   | よ   | も   | ほ   |      | の   | と   | そ   | こ   | お   |

## あ行

### あ
| 叙爵者 （名前の読み）                  | 爵位 | 種別 | 出自・出身                          | 叙爵日           | 備考                                                               |
| -------------------------------------- | ---- | ---- | ----------------------------------- | ---------------- | ------------------------------------------------------------------ |
| 相浦紀道 （あいうら のりみち）         | 男爵 | 勲功 | 肥前国                              | 明治28年8月20日  | 海軍中将、日清戦争の功により叙爵。昭和18年11月に孫助一は爵位を返上 |
| 青木周蔵 （あおき しゅうぞう）         | 子爵 | 勲功 | 長州藩                              | 明治20年5月9日   | 条約改正にあたり功。のち外務大臣                                   |
| 青木重義 （あおき しげよし）           | 子爵 | 武家 | 摂津麻田藩1万石                     | 明治17年7月8日   |                                                                    |
| 青山忠誠 （あおやま ただしげ）         | 子爵 | 武家 | 丹波篠山藩6万石                     | 明治17年7月8日   |                                                                    |
| 青山幸宜 （あおやま ゆきよし）         | 子爵 | 武家 | 美濃郡上藩4万8000石                 | 明治17年7月8日   | 貴族院子爵議員                                                     |
| 青山貞 （あおやま ただす）             | 男爵 | 勲功 | 越前国                              | 明治20年5月24日  | 元老院議官、秋田県知事等を務めた功                                 |
| 青山胤通 （あおやま たねみち）         | 男爵 | 勲功 | 美濃苗木藩士                        | 大正6年12月14日  | ペスト菌研究者。東京帝大医科大学長等を歴任                         |
| 明石元二郎 （あかし もとじろう）       | 男爵 | 勲功 | 筑前福岡藩士                        | 大正8年10月24日  | 陸軍大将、台湾総督在任のまま死去の前々日に叙爵                     |
| 赤松則良 （あかまつ のりよし）         | 男爵 | 勲功 | 幕府十五番組御徒士（御家人）        | 明治20年5月24日  | 造船学で重きをなす。昭和20年7月子の範一没後、襲爵手続きせず        |
| 秋田映季 （あきた あきすえ）           | 子爵 | 武家 | 陸奥三春藩5万石                     | 明治17年7月8日   |                                                                    |
| 秋月種繁 （あきづき たねしげ）         | 子爵 | 武家 | 日向高鍋藩2万7000石                 | 明治17年7月8日   | 父の種樹は参与、のち明治天皇の侍読                                 |
| 秋元興朝 （あきもと おきとも）         | 子爵 | 武家 | 上野館林藩6万石                     | 明治17年7月8日   |                                                                    |
| 浅田信興 （あさだ のぶおき）           | 男爵 | 勲功 | 武藏川越藩士                        | 明治40年9月21日  | 日露戦争に功。陸軍大将                                             |
| 浅野長勲 （あさの ながこと）           | 侯爵 | 武家 | 安芸広島藩42万6500石                | 明治17年7月7日   | 戊辰戦争に出兵、維新後元老院議官                                   |
| 浅野忠純 （あさの ただずみ）           | 男爵 | 武家 | 広島藩家老・三原領3万石             | 明治33年5月9日   | 筆頭家老。叙爵時の名は哲吉。                                       |
| 浅野守夫 （あさの もりお）             | 男爵 | 武家 | 広島藩家老・東城領1万石             | 明治33年5月9日   |                                                                    |
| 浅野養長 （あさの やすなが）           | 男爵 | 武家 | 浅野侯爵家分家                      | 明治21年11月1日  |                                                                    |
| 足利於菟丸 （あしかが おとまる）       | 子爵 | 武家 | 下野喜連川藩5000石（10万石格）      | 明治17年7月8日   | 古河公方足利家・小弓公方足利家の末裔                               |
| 飛鳥井雅望 （あすかい まさもち）       | 伯爵 | 公家 | 花山院流花山院家支流難波家庶流928石 | 明治17年7月7日   |                                                                    |
| 阿蘇惟敦 （あそ これあつ）             | 男爵 | 神官 | 阿蘇神社神職                        | 明治17年7月8日   |                                                                    |
| 足立正声 （あだち まさな）             | 男爵 | 勲功 | 因幡鳥取藩士                        | 明治39年12月15日 | 宮内省東宮亮・諸陵頭を歴任                                         |
| 姉小路公義 （あねがこうじ きんとも）   | 伯爵 | 公家 | 三条家分家200石                     | 明治17年7月7日   | 父の公知は幕末、攘夷派の中心として活躍                             |
| 阿野実允 （あの さねちか）             | 子爵 | 公家 | 閑院流阿野家478石                   | 明治17年7月8日   | 昭和19年12月子季忠没後に後継者を欠く                               |
| 油小路隆晃 （あぶらのこうじ たかてる） | 伯爵 | 公家 | 四条家分家150石                     | 明治17年7月7日   |                                                                    |
| 阿部正功 （あべ まさこと）             | 子爵 | 武家 | 陸奥棚倉藩10万石                    | 明治17年7月8日   |                                                                    |
| 阿部正桓 （あべ まさたけ）             | 伯爵 | 武家 | 備後福山藩11万石                    | 明治17年7月7日   | 箱館戦争で功                                                       |
| 阿部正敬 （あべ まさのり）             | 子爵 | 武家 | 上総佐貫藩1万6000石                 | 明治17年7月8日   | 福山阿部家の分家。貴族院子爵議員。                                 |
| 安保清康 （あぼ きよやす）             | 男爵 | 勲功 | 肥前国                              | 明治29年6月5日   | 海軍中将に進み、日清戦争で功                                       |
| 綾小路有良 （あやのこうじ ありかず）   | 子爵 | 公家 | 宇多源氏200石                       | 明治17年7月8日   |                                                                    |
| 新井清一 （あらい きよかず）           | 男爵 | 勲功 | 肥前国                              | 明治40年10月2日  | 父の晴簡は陸軍中将に進み、日露戦争に功                             |
| 荒尾之茂 （あらお これしげ）           | 男爵 | 武家 | 鳥取藩家老・米子領1万5000石         | 明治39年9月17日  | 之茂の夫人は三井高保の三女                                         |
| 荒尾嘉就 （あらお よしなり）           | 男爵 | 武家 | 鳥取藩家老・倉吉領1万2000石         | 明治39年9月17日  |                                                                    |
| 荒木貞夫 （あらき さだお）             | 男爵 | 勲功 | 東京都狛江市                        | 昭和10年12月26日 | 満州事変の功により叙爵、のちA級戦犯                                |
| 荒木田泰圀 （あらきだ やすくに）       | 男爵 | 神官 | 伊勢神宮神職                        | 明治23年8月27日  |                                                                    |
| 有坂成章 （ありさか なりあきら）       | 男爵 | 勲功 | 長州藩士                            | 明治40年9月21日  | 陸軍で有坂砲を発明して陸軍中将                                     |
| 有地品之允 （ありち しなのじょう）     | 男爵 | 勲功 | 長州藩士武術指南役1000石            | 明治29年6月5日   | 日清戦争に功                                                       |
| 有馬頼万 （ありま よりつむ）           | 伯爵 | 武家 | 筑後久留米藩21万石                  | 明治17年7月7日   |                                                                    |
| 有馬頼之 （ありま よりゆき）           | 子爵 | 武家 | 下野吹上藩1万石                     | 明治17年7月8日   | 貴族院子爵議員。子の聰頼が昭和18年11月に爵位返上                   |
| 有馬道純 （ありま みちずみ）           | 子爵 | 武家 | 越前丸岡藩5万石                     | 明治17年7月8日   |                                                                    |
| 有馬新一 （ありま しんいち）           | 男爵 | 勲功 | 薩摩国                              | 明治40年9月21日  | 海軍中将に進み、日露戦争で功                                       |
| 有馬頼多 （ありま よりかず）           | 男爵 | 武家 | 有馬伯爵家分家                      | 明治30年7月1日   |                                                                    |
| 有吉立礼 （ありよし たつひろ）         | 男爵 | 武家 | 肥後熊本藩家老1万8000石             | 明治39年9月17日  | 上卿三家（第三座）                                                 |
| 粟田彰常 （あわた あきつね）           | 侯爵 | 皇族 | 東久邇宮家                          | 昭和15年10月25日 | 東久邇宮稔彦王の三男、願いに依り臣籍降下                           |
| 粟田口定孝 （あわたぐち さだたか）     | 男爵 | 公家 | 勧修寺流葉室家庶流50石              | 明治17年7月8日   |                                                                    |
| 安藤信守 （あんどう のぶもり）         | 子爵 | 武家 | 陸奥磐城平藩3万石                   | 明治17年7月8日   |                                                                    |
| 安東貞美 （あんどう さだよし）         | 男爵 | 勲功 | 信濃飯田藩士                        | 明治40年9月21日  | 陸軍大将、日露戦争に功あり                                         |
| 安藤直行 （あんどう なおゆき）         | 男爵 | 武家 | 紀伊田辺藩3万8800石                 | 明治17年7月8日   | 紀州徳川家附家老                                                   |
| 安部信順 （あんべ のぶまさ）           | 子爵 | 武家 | 三河半原藩2万250石                  | 明治17年7月8日   | 昭和21年12月養子の信明没後、襲爵手続きせず                         |

### い
| 叙爵者 （名前の読み）                     | 爵位 | 種別 | 出自・出身                      | 叙爵日           | 備考 |
| ----------------------------------------- | ---- | ---- | ------------------------------- | ---------------- | --- |
| 井伊直憲 （いい なおのり）                | 伯爵 | 武家 | 近江彦根藩20万石                | 明治17年7月7日   | 戊辰戦争で倒幕軍に加わった                                                                                      |
| 井伊直安 （いい なおやす）                | 子爵 | 武家 | 越後与板藩2万石                 | 明治17年7月8日   | 貴族院子爵議員                                                                                                  |
| 飯田俊助 （いいだ としすけ）              | 男爵 | 勲功 | 長門国                          | 明治40年9月21日  | 陸軍中将に進み、日露戦争に功                                                                                    |
| 伊江朝永 （いえ ちょうえい）              | 男爵 | 武家 | 旧琉球王尚家分家                | 明治23年5月26日  | |
| 伊賀氏広 （いが うじひろ）                | 男爵 | 武家 | 土佐藩家老・宿毛領6300石        | 明治33年5月9日   | 山内豊信（容堂）の弟。伊賀氏初代山内可氏は山内一豊の甥。養父氏成の維新の功                                      |
| 伊木忠愛 （いぎ ただなる）                | 男爵 | 武家 | 岡山藩家老・虫明領3万3300石     | 明治39年9月17日  | 筆頭家老 |
| 池尻知房 （いけがみ ともふさ）            | 子爵 | 公家 | 勧修寺流50石3人扶持             | 明治17年7月8日   | |
| 池田章政 （いけだ あきまさ）              | 侯爵 | 武家 | 備前岡山藩31万5200石            | 明治17年7月7日   | |
| 池田勝吉 （いけだ かつよし）              | 男爵 | 武家 | 岡山池田家分家                  | 明治17年7月8日   | |
| 池田謙斎 （いけだ けんさい）              | 男爵 | 勲功 | 東京都                          | 明治31年2月2日   | 日本最初の医学博士                                                                                              |
| 池田長準 （いけだ ながとし）              | 男爵 | 武家 | 岡山藩家老・周匝領2万2000石     | 明治33年5月9日   | |
| 池田輝知 （いけだ てるとも）              | 侯爵 | 武家 | 因幡鳥取藩32万石                | 明治17年7月7日   | |
| 池田徳定 （いけだ のりさだ）              | 子爵 | 武家 | 因幡若桜藩1万5000石             | 明治17年7月8日   | 鳥取池田家分家                                                                                                  |
| 池田徳潤 （いけだ のります）              | 男爵 | 武家 | 播磨福本藩1万573石              | 明治17年7月8日   | 交代寄合播磨神崎郡福本領主。明治27年1月爵位返上                                                                 |
| 池田源 （いけだ はじめ）                  | 子爵 | 武家 | 因幡鹿奴藩3万石                 | 明治17年7月8日   | 鳥取池田家分家                                                                                                  |
| 池田博愛 （いけだ ひろのり）              | 男爵 | 武家 | 岡山藩家老・津高領1万石         | 明治39年9月17日  | 建部池田家 |
| 池田政礼 （いけだ まさのり）              | 子爵 | 武家 | 備中生坂藩1万5000石             | 明治17年7月8日   | |
| 池田政保 （いけだ まさやす）              | 子爵 | 武家 | 備中鴨方藩2万5000石             | 明治17年7月8日   | |
| 池田政和 （いけだ まさやす）              | 男爵 | 武家 | 岡山藩家老・天城領3万2000石     | 明治24年12月28日 | |
| 生駒親承 （いこま ちかつぐ）              | 男爵 | 武家 | 出羽矢島藩1万5200石             | 明治17年7月8日   | 交代寄合出羽由利郡矢島領主                                                                                      |
| 諫早家崇 （いさはや いえたか）            | 男爵 | 武家 | 佐賀藩家老・諫早領2万2500石     | 明治30年10月27日 | 親類同格家老、戦国大名・龍造寺氏の一門                                                                          |
| 石井菊次郎 （いしい きくじろう）          | 子爵 | 勲功 | 上総国                          | 大正5年7月14日   | 明治44年8月24日男爵→子爵。外務大臣                                                                              |
| 石川重之 （いしかわ しげゆき）            | 子爵 | 武家 | 常陸下館藩2万石                 | 明治17年7月8日   | 明治20年に爵位を返上するが、明治32年再び子爵                                                                    |
| 石川成徳 （いしかわ なりよし）            | 子爵 | 武家 | 伊勢亀山藩6万石                 | 明治17年7月8日   | |
| 石黒忠悳 （いしぐろ ただのり）            | 子爵 | 勲功 | 幕府代官手代                    | 大正9年9月24日   | 明治28年8月20日男爵→子爵。陸軍医総監を歴任。昭和16年4月没後に嫡男忠篤（当時農林大臣）が襲爵手続きせず栄典喪失。 |
| 石河光熙 （いしこ みつてる）              | 男爵 | 武家 | 尾張徳川家家老・美濃駒塚領1万石 | 明治33年5月9日   | |
| 石田英吉 （いしだ えいきち）              | 男爵 | 勲功 | 土佐国                          | 明治29年6月5日   | 大正15年3月24日に孫の英一郎は爵位返上。                                                                         |
| 伊地知正治 （いじち まさはる / しょうじ） | 伯爵 | 勲功 | 薩摩国                          | 明治17年7月17日  | 戊辰戦争で功をなし、維新後、左院の議長                                                                          |
| 伊地知幸介 （いじち こうすけ）            | 男爵 | 勲功 | 薩摩国                          | 明治40年9月21日  | 陸軍中将に進み、日露戦争で功                                                                                    |
| 石本新六 （いしもと しんろく）            | 男爵 | 勲功 | 播磨姫路藩士                    | 明治40年9月21日  | 陸軍中将に進み、日露戦争に功                                                                                    |
| 石山基文 （いしやま もとふみ）            | 子爵 | 公家 | 中御門流30石3人扶持             | 明治17年7月8日   | 参与・侍従を歴任                                                                                                |
| 伊集院兼寛 （いじゅういん かねひろ）      | 子爵 | 勲功 | 薩摩藩士                        | 明治20年5月24日  | 海軍少将、元老院議官、貴族院議員を歴任                                                                          |
| 伊集院五郎 （いじゅういん ごろう）        | 男爵 | 勲功 | 薩摩藩士                        | 明治40年9月21日  | 元帥海軍大将に進み、日露戦争に功                                                                                |
| 伊集院彦吉 （いじゅういん ひこきち）      | 男爵 | 勲功 | 薩摩藩士                        | 大正9年9月7日    | パリ講和会議に全権委員として参加、その功労による                                                                |
| 伊瀬知好成 （いせち よしなり）            | 男爵 | 勲功 | 薩摩藩                          | 明治40年9月21日  | 陸軍中将に進み、日露戦争に功                                                                                    |
| 井田譲 （いだ ゆずる）                    | 男爵 | 勲功 | 美濃大垣藩士                    | 明治22年11月22日 | 維新・西南戦争の功。陸軍少将、特命全権公使、元老院議官等歴任                                                    |
| 板垣退助 （いたがき たいすけ）            | 伯爵 | 勲功 | 土佐藩士                        | 明治20年5月9日   | 東山道先鋒総督府参謀。華族一代論を主張し、没後襲爵手続きせず                                                    |
| 板倉勝弼 （いたくら かつすけ）            | 子爵 | 武家 | 備中高梁藩2万石                 | 明治17年7月8日   | |
| 板倉勝弘 （いたくら かつひろ）            | 子爵 | 武家 | 備中庭瀬藩2万石                 | 明治17年7月8日   | |
| 板倉勝観 （いたくら かつみ）              | 子爵 | 武家 | 上野安中藩3万石                 | 明治19年4月24日  | 元川越藩主松平康載。松井（松平）家を離籍後に板倉家の婿として家督相続                                            |
| 板倉勝達 （いたくら かつみち）            | 子爵 | 武家 | 三河重原藩2万8000石             | 明治17年7月8日   | |
| 伊丹重賢 （いたみ しげかた）              | 男爵 | 勲功 | 京都府                          | 明治29年6月5日   | 諸官を歴任、後に元老院議官                                                                                      |
| 一木喜德郎 （いちき きとくろう）          | 男爵 | 勲功 | 遠江掛川藩                      | 昭和8年4月25日   | 文部大臣、宮内大臣等を歴任                                                                                      |
| 一条実輝 （いちじょう さねてる）          | 公爵 | 公家 | 九条流摂関家2044石              | 明治17年7月7日   | 海軍大佐から東宮侍従長に任ぜられた                                                                              |
| 一条実基 （いちじょう さねもと）          | 男爵 | 公家 | 一条公爵家分家                  | 明治35年3月10日  | |
| 市橋長寿 （いちはし ながひさ）            | 子爵 | 武家 | 近江仁正寺藩1万7000石           | 明治17年7月8日   | |
| 五辻安仲 （いつつじ やすなか）            | 子爵 | 公家 | 宇多源氏200石                   | 明治17年7月8日   | 岩倉使節団に随行                                                                                                |
| 伊藤圭介 （いとう けいすけ）              | 男爵 | 勲功 | 愛知県                          | 明治34年1月22日  | シーボルトに師事。日本最初の理学博士                                                                            |
| 伊東祐麿 （いとう すけまろ）              | 子爵 | 勲功 | 薩摩藩士                        | 明治17年7月7日   | 海軍中将に進み、軍務局長等を歴任 日向飫肥藩伊東氏の一門                                                         |
| 伊東祐帰 （いとう すけより）              | 子爵 | 武家 | 日向飫肥藩5万1080石             | 明治17年7月8日   | |
| 伊藤雋吉 （いとう としよし）              | 男爵 | 勲功 | 丹後田辺藩士                    | 明治28年8月20日  | 海軍中将に進み、日清戦争に功                                                                                    |
| 伊東長トシ （いとう ながとし）            | 子爵 | 武家 | 備中岡田藩1万303石              | 明治17年7月8日   | トシの字は卆の左下に百の字、右下が千の字                                                                        |
| 伊藤博文 （いとう ひろぶみ）              | 公爵 | 勲功 | 長州藩                          | 明治40年9月21日  | 明治17年7月7日伯爵→明治28年8月5日侯爵→公爵                                                                      |
| 伊藤文吉 （いとう ぶんきち）              | 男爵 | 勲功 | 伊藤公爵家分家                  | 明治42年11月1日  | 伊藤博文の養子。夫人は桂太郎の四女                                                                              |
| 伊東巳代治 （いとう みよじ）              | 伯爵 | 勲功 | 肥前国                          | 大正11年9月25日  | 明治28年8月20日男爵→明治40年9月23日子爵→伯爵                                                                    |
| 伊東祐亨 （いとう すけゆき / ゆうこう）   | 伯爵 | 勲功 | 薩摩藩士                        | 明治40年9月21日  | 明治28年8月5日子爵→伯爵。初代連合艦隊司令長官 日向飫肥藩伊東氏の一門                                            |
| 伊東義五郎 （いとう よしごろう）          | 男爵 | 勲功 | 信濃松代藩士                    | 明治40年9月21日  | 海軍中将に進み、日露戦争に功                                                                                    |
| 到津公誼 （いとうづ きみよし）            | 男爵 | 神官 | 宇佐神宮神職                    | 明治17年7月8日   | 後の当主の公斉は宇佐神宮宮司                                                                                    |
| 稲垣長敬 （いながき ながひろ）            | 子爵 | 武家 | 志摩鳥羽藩3万石                 | 明治17年7月8日   | |
| 稲垣太祥 （いながき もとよし）            | 子爵 | 武家 | 近江山上藩1万3430石             | 明治19年7月16日  | |
| 稲田邦植 （いなだ くにたね）              | 男爵 | 武家 | 徳島藩家老・淡路洲本領1万4357石 | 明治29年6月9日   | 筆頭家老 |
| 稲葉久通 （いなば ひさみち）              | 子爵 | 武家 | 豊後臼杵藩5万60石               | 明治17年7月8日   | |
| 稲葉正邦 （いなば まさくに）              | 子爵 | 武家 | 山城淀藩10万2000石              | 明治17年7月8日   | 内国事務総裁兼務御役                                                                                            |
| 稲葉正善 （いなば まさよし）              | 子爵 | 武家 | 安房館山藩1万石                 | 明治17年7月8日   | |
| 井上馨 （いのうえ かおる）                | 侯爵 | 勲功 | 長州藩士                        | 明治40年9月21日  | 明治17年7月7日伯爵→侯爵                                                                                         |
| 井上勝 （いのうえ まさる）                | 子爵 | 勲功 | 長州藩士                        | 明治20年5月24日  | 造幣寮の確立、鉄道発展に寄与。鉄道庁長官                                                                        |
| 井上毅 （いのうえ こわし）                | 子爵 | 勲功 | 肥後熊本藩家老長岡監物家臣      | 明治28年1月7日   | 憲法発布に尽力。教育勅語や諸法令を起草                                                                          |
| 井上正順 （いのうえ まさより）            | 子爵 | 武家 | 下総高岡藩1万石                 | 明治17年7月8日   | |
| 井上正巳 （いのうえ まさおと）            | 子爵 | 武家 | 常陸下妻藩1万石                 | 明治17年7月8日   | |
| 井上正英 （いのうえ まさひで）            | 子爵 | 武家 | 上総鶴舞藩6万石                 | 明治17年7月8日   | |
| 井上良馨 （いのうえ よしか）              | 子爵 | 勲功 | 薩摩藩士                        | 明治40年9月1日   | 海軍大将。明治20年5月24日男爵→子爵。昭和9年2月子虎隠居後、孫の良正は襲爵手続きせず                              |
| 井上光 （いのうえ ひかる）                | 男爵 | 勲功 | 周防岩国藩士                    | 明治40年9月21日  | 陸軍大将に進み、日露戦争に功                                                                                    |
| 井上良智 （いのうえ よしとも）            | 男爵 | 勲功 | 薩摩国                          | 明治40年9月21日  | 海軍中将に進み、日露戦争に功                                                                                    |
| 茨木惟昭 （いばらき これあき）            | 男爵 | 勲功 | 紀州藩士                        | 明治28年8月20日  | 陸軍中将に進み、日清戦争に功                                                                                    |
| 今枝直規 （いまえだ なおのり）            | 男爵 | 武家 | 加賀藩家老1万2000石             | 明治33年5月9日   | 今枝内記家。貴族院男爵議員                                                                                      |
| 今城定徳 （いまき さだよし）              | 子爵 | 公家 | 花山院流庶流118石               | 明治17年7月8日   | |
| 今園国映 （いまその くにてる）            | 男爵 | 公家 | 勧修寺流勧修寺家庶流50石        | 明治17年7月8日   | 貴族院男爵議員                                                                                                  |
| 入江為守 （いりえ ためもり）              | 子爵 | 公家 | 御子左流30石3人扶持             | 明治17年7月8日   | 貴族院議員で、東宮侍従長                                                                                        |
| 石井行昌 （いわい ゆきまさ）              | 子爵 | 公家 | 桓武平氏高棟王流130石           | 明治17年7月8日   | |
| 岩城隆治 （いわき たかはる）              | 子爵 | 武家 | 出羽亀田藩2万石                 | 明治17年7月8日   | 明治22年に夭折し弟の岩城隆長が家督相続。                                                                        |
| 岩倉具定 （いわくら ともさだ）            | 公爵 | 公家 | 村上源氏150石                   | 明治17年7月8日   | 岩倉具視の次男。その功により叙爵                                                                                |
| 岩倉具経 （いわくら ともつね）            | 子爵 | 公家 | 岩倉公爵家分家                  | 明治24年4月23日  | 具視の三男。明治17年7月8日男爵。その功により長男具明が子爵に陞爵。                                              |
| 岩倉具徳 （いわくら とものり）            | 男爵 | 公家 | 岩倉公爵家分家                  | 明治17年7月8日   | 具視の孫。明治16年7月13日、特旨ヲ以テ華族ニ被列候事                                                             |
| 岩倉道倶 （いわくら みちとも）            | 男爵 | 公家 | 岩倉公爵家分家                  | 明治29年12月3日  | 具視の四男 |
| 岩佐純 （いわさ じゅん）                  | 男爵 | 勲功 | 越前国                          | 明治40年9月23日  | 宮中の侍医として奉仕                                                                                            |
| 岩崎久彌 （いわさき ひさや）              | 男爵 | 勲功 | 土佐藩                          | 明治29年6月9日   | 父の岩崎彌太郎は三菱会社を創立し、実業に功あり                                                                  |
| 岩崎彌之助 （いわさき やのすけ）          | 男爵 | 勲功 | 土佐藩                          | 明治29年6月9日   | 日本銀行総裁を歴任。彌太郎の弟。昭和20年12月子小弥太没後、襲爵手続きせず                                        |
| 岩下方平 （いわした みちひら）            | 子爵 | 勲功 | 薩摩藩士                        | 明治20年5月9日   | 元老院議官をつとめる                                                                                            |
| 石野基佑 （いわの もとすけ）              | 子爵 | 公家 | 中御門流30石3人扶持             | 明治17年7月8日   | |
| 岩村通俊 （いわむら みちとし）            | 男爵 | 勲功 | 土佐藩家老宿毛領主伊賀家臣      | 明治29年6月5日   | 農商務大臣、宮中顧問官を歴任                                                                                    |
| 岩村高俊 （いわむら たかとし）            | 男爵 | 勲功 | 土佐藩家老宿毛領主伊賀家臣      | 明治29年6月5日   | 通俊の弟 |

### う
| 叙爵者 （名前の読み）                | 爵位 | 種別 | 出自・出身                      | 叙爵日           | 備考                                                                   |
| ------------------------------------ | ---- | ---- | ------------------------------- | ---------------- | ---------------------------------------------------------------------- |
| 上杉茂憲 （うえすぎ もちのり）       | 伯爵 | 武家 | 出羽米沢藩14万石                | 明治17年7月7日   | 沖縄県令・元老院議官を歴任                                             |
| 上杉勝賢 （うえすぎ かつかた）       | 子爵 | 武家 | 出羽米沢新田藩1万石             | 明治17年7月8日   |                                                                        |
| 上田有沢 （うえだ ありさわ）         | 男爵 | 勲功 | 阿波徳島藩士                    | 明治40年9月21日  | 日露戦争に功あり。陸軍大将                                             |
| 上田亀次郎 （うえだ かめじろう）     | 男爵 | 武家 | 広島藩家老・小方領1万石         | 明治33年5月9日   |                                                                        |
| 上野正雄 （うえの まさお）           | 伯爵 | 皇族 | 北白川宮家                      | 明治30年7月1日   | 北白川宮能久親王の六男で臣籍降下                                       |
| 上原勇作 （うえはら ゆうさく）       | 子爵 | 勲功 | 薩摩藩士                        | 大正10年4月18日  | 明治40年9月21日男爵→子爵。陸軍大将                                     |
| 植松雅徳 （うえまつ まさとみ）       | 子爵 | 公家 | 村上源氏130石                   | 明治17年7月8日   |                                                                        |
| 植村家壺 （うえむら いえひろ）       | 子爵 | 武家 | 大和高取藩2万5000石             | 明治17年7月8日   |                                                                        |
| 宇佐川一正 （うさがわ かずまさ）     | 男爵 | 勲功 | 長州藩士                        | 明治40年9月21日  | 日露戦争の功により叙爵。陸軍中将                                       |
| 宇治家彦 （うじ いえひこ）           | 伯爵 | 皇族 | 久邇宮家                        | 昭和17年10月5日  | 久邇宮多嘉王の二男で、昭和17年に臣籍降下                               |
| 太秦供康 （うずまさ ともやす）       | 男爵 | 公家 | 水無瀬一門桜井支流50石          | 明治17年7月8日   | 養父太秦供親は興福寺慈尊院住職。陸軍歩兵少佐、貴族院男爵議員を務めた。 |
| 内田康哉 （うちだ やすや）           | 伯爵 | 勲功 | 肥後熊本藩藩医                  | 大正9年9月7日    | 明治40年11月4日男爵→子爵→伯爵                                          |
| 内田正学 （うちだ まさあきら）       | 子爵 | 武家 | 下総小見川藩1万石               | 明治17年7月8日   |                                                                        |
| 内田正敏 （うちだ まさとし）         | 男爵 | 勲功 | 土佐国                          | 明治40年9月21日  | 海軍中将に進み、日清・日露戦争に功                                     |
| 内山小二郎 （うちやま こじろう）     | 男爵 | 勲功 | 因幡鳥取藩士                    | 大正10年11月26日 | 陸軍大将に進み、第一次世界大戦の功で叙爵                               |
| 内海忠勝 （うつみ ただかつ）         | 男爵 | 勲功 | 長州藩士                        | 明治33年5月9日   | 内務大臣                                                               |
| 梅小路定行 （うめこうじ さだゆき）   | 子爵 | 公家 | 勧修寺流勧修寺家庶流30石3人扶持 | 明治17年7月8日   | 貴族院子爵議員                                                         |
| 梅園実紀 （うめぞの さねこと）       | 子爵 | 公家 | 閑院流西園寺家庶流150石         | 明治17年7月8日   |                                                                        |
| 梅渓通善 （うめだに みちたる）       | 子爵 | 公家 | 村上源氏150石                   | 明治17年7月8日   | 巨人軍名誉オーナー正力亨夫人実家                                       |
| 裏辻彦六郎 （うらつじ ひころくろう） | 子爵 | 公家 | 閑院流西園寺家庶流150石         | 明治17年7月8日   |                                                                        |
| 裏松良光 （うらまつ たるみつ）       | 子爵 | 公家 | 日野家支流130石                 | 明治17年7月8日   | 陸軍歩兵少佐・貴族院子爵議員                                           |
| 瓜生外吉 （うりゅう そときち）       | 男爵 | 勲功 | 加賀大聖寺藩士                  | 明治40年9月21日  | 海軍大将に進み、日露戦争に功                                           |

### え
| 叙爵者 （名前の読み）          | 爵位 | 種別 | 出自・出身 | 叙爵日          | 備考                               |
| ------------------------------ | ---- | ---- | ---------- | --------------- | ---------------------------------- |
| 榎本武揚 （えのもと たけあき） | 子爵 | 勲功 | 旗本       | 明治20年5月24日 | 幕臣だが、赦免され海軍中将等を歴任 |

### お
| 叙爵者 （名前の読み）                    | 爵位 | 種別 | 出自・出身                    | 叙爵日           | 備考                                                                             |
| ---------------------------------------- | ---- | ---- | ----------------------------- | ---------------- | -------------------------------------------------------------------------------- |
| 大井成元 （おおい しげもと）             | 男爵 | 勲功 | 長州藩士                      | 大正10年4月18日  | 陸軍大将に昇進後シベリア出兵の功で叙爵                                           |
| 大炊御門幾麿 （おおいのみかど いくまろ） | 侯爵 | 公家 | 花山院流大炊御門家400石       | 明治17年7月7日   |                                                                                  |
| 大浦兼武 （おおうら かねたけ）           | 子爵 | 勲功 | 薩摩藩士                      | 明治44年8月24日  | 明治40年9月21日男爵→子爵。内務大臣を歴任                                         |
| 大岡忠敬 （おおおか ただたか）           | 子爵 | 武家 | 三河西大平藩1万石             | 明治17年7月8日   | 徳川吉宗の信任厚かった越前守忠相の子孫                                           |
| 大岡忠貫 （おおおか ただつら）           | 子爵 | 武家 | 武蔵岩槻藩2万3000石           | 明治17年7月8日   |                                                                                  |
| 大木喬任 （おおき たかとう）             | 伯爵 | 勲功 | 肥前佐賀藩士                  | 明治17年7月7日   | 司法卿・元老院議長などを歴任                                                     |
| 正親町実正 （おおぎまち さねまさ）       | 伯爵 | 公家 | 閑院流西園寺家庶流355石       | 明治17年7月7日   | 養父の公董は戊辰戦争で功をなす                                                   |
| 正親町季董 （おおぎまち すえただ）       | 男爵 | 公家 | 正親町伯爵家分家              | 明治22年5月6日   | 公董の三男。大正11年9月子季光没後に後継者を欠く                                  |
| 大久保利和 （おおくぼ としなか）         | 侯爵 | 勲功 | 薩摩藩士御小姓与              | 明治17年7月7日   | 父の利通は王政復古に大きな働きをした                                             |
| 大久保忠礼 （おおくぼ ただのり）         | 子爵 | 武家 | 相模小田原藩11万3192石        | 明治17年7月8日   | 大久保彦左衛門家の本家                                                           |
| 大久保忠寛 （おおくぼ ただひろ）         | 子爵 | 勲功 | 旗本                          | 明治20年5月24日  | 維新後、東京府知事・元老院議官を歴任し、叙爵                                     |
| 大久保忠順 （おおくぼ ただより）         | 子爵 | 武家 | 下野烏山藩3万石               | 明治17年7月8日   |                                                                                  |
| 大久保教正 （おおくぼ のりまさ）         | 子爵 | 武家 | 相模荻野山中藩1万3000石       | 明治17年7月8日   |                                                                                  |
| 大久保春野 （おおくぼ はるの）           | 男爵 | 勲功 | 県社淡海國玉神社祠官家        | 明治40年9月21日  | 日露戦争に功あり。叙爵後、陸軍大将。昭和11年4月養子の光野没後、襲爵手続きせず    |
| 大隈重信 （おおくま しげのぶ）           | 侯爵 | 勲功 | 肥前佐賀藩士砲術長300石       | 大正5年7月14日   | 明治20年5月9日伯爵→侯爵                                                          |
| 大倉喜八郎 （おおくら きはちろう）       | 男爵 | 勲功 | 越後新発田藩                  | 大正4年12月1日   | 幕末に鉄砲で財をなす。大倉財閥を形成                                             |
| 大蔵平三 （おおくら へいぞう）           | 男爵 | 勲功 | 岡山県                        | 明治40年9月21日  | 陸軍中将に進み、日露戦争に功                                                     |
| 大河内輝耕 （おおこうち きこう）         | 子爵 | 武家 | 上野高崎藩8万2000石           | 明治17年7月8日   | 大河内松平家                                                                     |
| 大河内信古 （おおこうち のぶひさ）       | 子爵 | 武家 | 三河豊橋藩7万石               | 明治17年7月8日   | 大河内松平家                                                                     |
| 大河内正質 （おおこうち まさただ）       | 子爵 | 武家 | 上総大多喜藩2万7200石         | 明治17年7月8日   | 大河内松平家                                                                     |
| 大迫尚敏 （おおさこ なおはる）           | 子爵 | 勲功 | 薩摩国                        | 明治40年9月21日  | 明治28年8月20日男爵→子爵。陸軍大将                                               |
| 大迫貞清 （おおさこ さだきよ）           | 子爵 | 勲功 | 薩摩国                        | 明治20年5月24日  | 警視総監・元老院議官を歴任                                                       |
| 大島久直 （おおしま ひさなお）           | 子爵 | 勲功 | 出羽久保田藩士槍術師範        | 明治40年9月21日  | 明治28年8月20日男爵→子爵。陸軍大将                                               |
| 大島義昌 （おおしま よしまさ）           | 子爵 | 勲功 | 長州藩士                      | 明治40年9月21日  | 明治28年8月20日男爵→子爵。陸軍大臣                                               |
| 大角岑生 （おおすみ みねお）             | 男爵 | 勲功 | 愛知県(本籍:高知県)           | 昭和10年12月26日 | 満州事変の功により叙爵。海軍大臣                                                 |
| 大関増勤 （おおぜき ますとし）           | 子爵 | 武家 | 下野黒羽藩1万8000石           | 明治17年7月8日   |                                                                                  |
| 太田資美 （おおた すけよし）             | 子爵 | 武家 | 上総松尾藩5万3000石           | 明治17年7月8日   |                                                                                  |
| 大谷光瑩 （おおたに こうえい）           | 伯爵 | 僧家 | 浄土真宗涼風殿                | 明治29年6月9日   | 徳川家康から寺域を得、以後、浄土真宗東本願寺法主                                 |
| 大谷光尊 （おおたに こうそん）           | 伯爵 | 僧家 | 本願寺門跡                    | 明治29年6月9日   | その子が光瑞。西本願寺法主                                                       |
| 大谷喜久蔵 （おおたに きくぞう）         | 男爵 | 勲功 | 若狭小浜藩藩校「順造館」教授  | 大正9年12月28日  | 陸軍大将に進み、シベリア出兵の功で叙爵。大正12年11月没後、襲爵手続きせず         |
| 大田原一清 （おおたわら かずきよ）       | 子爵 | 武家 | 下野大田原藩1万1400石         | 明治17年7月8日   |                                                                                  |
| 大寺千代田郎 （おおでら ちよたろう）     | 男爵 | 勲功 | 薩摩藩                        | 明治28年8月20日  | 父の安純の日清戦争中の功により叙爵                                               |
| 大鳥圭介 （おおとり けいすけ）           | 男爵 | 勲功 | 旗本                          | 明治33年5月9日   | 幕臣で五稜郭にたてこもり入獄した。昭和6年11月子の富士太郎没後、襲爵手続きせず    |
| 大沼渉 （おおぬま わたる）               | 男爵 | 勲功 | 下野国黒羽藩                  | 明治32年10月14日 | 陸軍少将に進み、維新の功により叙爵。昭和19年11月曾孫靖の没後女戸主となり栄典喪失 |
| 大原重朝 （おおはら しげとも）           | 伯爵 | 公家 | 宇多源氏庭田家庶流30石3人扶持 | 明治21年1月17日  | 明治17年7月8日子爵→伯爵                                                          |
| 大宮以季 （おおみや もちすえ）           | 子爵 | 公家 | 閑院流西園寺家庶流130石       | 明治17年7月8日   | 貴族院子爵議員                                                                   |
| 大村純雄 （おおむら すみお）             | 伯爵 | 武家 | 肥前大村藩2万7900石           | 明治24年4月23日  | 明治17年7月8日子爵→伯爵                                                          |
| 大村寛人 （おおむら ひろと）             | 子爵 | 勲功 | 周防吉敷郡鋳銭司村字大村村医  | 明治21年1月17日  | 祖父の益次郎は日本陸軍の創始者                                                   |
| 大村武純 （おおむら たけずみ）           | 男爵 | 武家 | 大村伯爵家分家                | 明治42年12月20日 |                                                                                  |
| 大森鍾一 （おおもり しょういち）         | 男爵 | 勲功 | 静岡県                        | 大正4年12月1日   | 京都府知事を14年間勤める                                                         |
| 大山巌 （おおやま いわお）               | 公爵 | 勲功 | 薩摩藩士                      | 明治40年9月21日  | 明治17年7月7日伯爵→侯爵→公爵                                                     |
| 岡市之助 （おか いちのすけ）             | 男爵 | 勲功 | 山口県                        | 大正5年7月6日    | 陸軍中将に進み、日清・日露戦争、第一次世界大戦の功あり。陸軍大臣                 |
| 岡玄卿 （おか げんけい）                 | 男爵 | 勲功 | 岡山県                        | 明治40年9月23日  | 宮中顧問官、侍医頭を勤め、日露戦争の功により叙爵                                 |
| 岡内重俊 （おかうち しげとし）           | 男爵 | 勲功 | 土佐藩                        | 明治33年5月9日   | 司法官、元老院議官を勤め、維新の功により叙爵                                     |
| 岡崎国良 （おかざき くによし）           | 子爵 | 公家 | 勧修寺流30石3人扶持           | 明治17年7月8日   |                                                                                  |
| 岡崎生三 （おかざき せいぞう）           | 男爵 | 勲功 | 土佐藩士                      | 明治40年9月21日  | 日露戦争に功あって陸軍中将に進み叙爵                                             |
| 岡沢精 （おかざわ くわし）               | 子爵 | 勲功 | 長門国                        | 明治40年9月21日  | 明治28年8月20日男爵→子爵。陸軍大将等を歴任                                       |
| 小笠原忠忱 （おがさわら ただのぶ）       | 伯爵 | 武家 | 豊前小倉藩15万石              | 明治17年7月7日   | 戊辰戦争における奥羽出兵に功あり                                                 |
| 小笠原長育 （おがさわら ながなり）       | 子爵 | 武家 | 越前勝山藩2万2700石           | 明治17年7月8日   |                                                                                  |
| 小笠原長生 （おがさわら ながなり）       | 子爵 | 武家 | 肥前唐津藩6万石               | 明治17年7月8日   | 海軍中将に進む                                                                   |
| 小笠原寿長 （おがさわら ひさなが）       | 子爵 | 武家 | 豊前千束藩1万石               | 明治17年7月8日   | 貴族院子爵議員                                                                   |
| 小笠原貞孚 （おがさわら さだちか）       | 子爵 | 武家 | 播磨安志藩1万石               | 明治17年7月8日   |                                                                                  |
| 岡野敬次郎 （おかの けいじろう）         | 男爵 | 勲功 | 東京都                        | 大正14年12月18日 | 司法大臣・文部大臣を歴任                                                         |
| 岡部長職 （おかべ ながもと）             | 子爵 | 武家 | 和泉岸和田藩5万3000石         | 明治17年7月8日   |                                                                                  |
| 小川又次 （おがわ またじ）               | 子爵 | 勲功 | 豊前小倉藩                    | 明治40年9月21日  | 明治28年8月20日男爵→子爵。陸軍大将                                               |
| 沖守固 （おき もりかた）                 | 男爵 | 勲功 | 因幡鳥取藩                    | 明治33年5月9日   | 各府県知事・元老院議官を歴任                                                     |
| 沖原光孚 （おきはら こうふ）             | 男爵 | 勲功 | 岩国藩                        | 明治40年9月21日  | 陸軍中将に進み、日露戦争に功                                                     |
| 大給恒 （おぎゅう ゆずる）               | 伯爵 | 武家 | 信濃田野口・竜岡藩1万6000石   | 明治40年9月23日  | 大給松平家、明治17年7月8日子爵→伯爵                                              |
| 大給近道 （おぎゅう ちかみち）           | 子爵 | 武家 | 豊後府内藩2万1200石           | 明治17年7月8日   | 大給松平家                                                                       |
| 奥保鞏 （おく やすかた）                 | 伯爵 | 勲功 | 豊前小倉藩                    | 明治40年9月21日  | 明治28年8月20日男爵→伯爵。元帥・陸軍大将                                         |
| 奥田直紹 （おくだ なおつぐ）             | 子爵 | 武家 | 越後椎谷藩1万石               | 明治17年7月8日   | 旧姓堀                                                                           |
| 奥田直暢 （おくだ なおのぶ）             | 子爵 | 武家 | 越後村松藩3万石               | 明治17年7月8日   | 旧姓堀                                                                           |
| 奥田直明 （おくだ なおあきら）           | 子爵 | 武家 | 信濃須坂藩1万石               | 明治17年7月8日   | 旧姓堀                                                                           |
| 奥田義人 （おくだ よしと）               | 男爵 | 勲功 | 因幡国鳥取藩士                | 大正6年8月14日   | 文部大臣・東京市長・中央大学長を歴任                                             |
| 奥平昌邁 （おくだいら まさゆき）         | 伯爵 | 武家 | 豊前中津藩10万石              | 明治17年7月7日   | 奥平昌服・昌邁父子は戊辰戦争で功を挙げた                                         |
| 奥村栄滋 （おくむら てるしげ）           | 男爵 | 武家 | 加賀藩家老1万7000石           | 明治33年5月9日   | 奥村河内守家 父の栄通の功による                                                  |
| 奥村則英 （おくむら のりひで）           | 男爵 | 武家 | 加賀藩家老1万2000石           | 明治33年5月9日   | 奥村内膳家 父の則友の功による                                                    |
| 小倉英季 （おぐら ひですえ）             | 子爵 | 公家 | 閑院流150石                   | 明治17年7月8日   | 陸軍歩兵大佐・貴族院子爵議員                                                     |
| 尾崎忠治 （おざき ただはる）             | 男爵 | 勲功 | 土佐藩                        | 明治33年5月9日   | 判事・大審院長を歴任                                                             |
| 尾崎三良 （おざき さぶろう）             | 男爵 | 勲功 | 京都府                        | 明治29年6月5日   | 国事に尽くし、元老院議官等を歴任                                                 |
| 小沢武雄 （おざわ たけお）               | 男爵 | 勲功 | 筑前小倉藩士                  | 明治20年5月24日  | 陸軍中将・陸軍士官学校長等を歴任                                                 |
| 押小路公亮 （おしこうじ きんあき）       | 子爵 | 公家 | 閑院流130石                   | 明治17年7月8日   |                                                                                  |
| 押小路師成 （おしこうじ もろなり）       | 男爵 | 公家 | 大外記54石                    | 明治17年7月8日   |                                                                                  |
| 織田長純 （おだ ながずみ）               | 子爵 | 武家 | 大和芝村藩1万石               | 明治17年7月8日   | 信長の弟・有楽斎の系統                                                           |
| 織田信及 （おだ のぶひろ）               | 子爵 | 武家 | 大和柳本藩1万石               | 明治17年7月8日   | 信長の弟・有楽斎の系統                                                           |
| 織田信敏 （おだ のぶとし）               | 子爵 | 武家 | 出羽天童藩2万石               | 明治17年7月8日   | 信長の二男、信雄が祖                                                             |
| 織田信親 （おだ のぶちか）               | 子爵 | 武家 | 丹波柏原藩2万石               | 明治17年7月8日   |                                                                                  |
| 愛宕通致 （おたぎ みちずみ）             | 子爵 | 公家 | 村上源氏130石                 | 明治17年7月8日   | 桂宮家祗候・殿掌                                                                 |
| 音羽正彦 （おとは ただひこ）             | 侯爵 | 皇族 | 朝香宮家                      | 昭和11年4月1日   | 朝香宮鳩彦王二男、臣籍降下。昭和19年2月戦死後に後継者を欠く                      |
| 小野尊光 （おの たかみつ）               | 男爵 | 神官 | 日御碕神社神職                | 明治17年7月8日   | 貴族院男爵議員                                                                   |
| 小畑美稲 （おばた うましね）             | 男爵 | 勲功 | 土佐藩                        | 明治29年6月5日   | 司法畑を歩き、元老院議官を歴任                                                   |
| 小原忠迪 （おはら ただみち）             | 男爵 | 武家 | 美濃大垣藩家老750石           | 明治33年5月9日   | 父の忠寛の維新時の功により叙爵                                                   |

## か行

### か
| 叙爵者 （名前の読み）                    | 爵位 | 種別 | 出自・出身                    | 叙爵日           | 備考                                                                                     |
| ---------------------------------------- | ---- | ---- | ----------------------------- | ---------------- | ---------------------------------------------------------------------------------------- |
| 海江田信義 （かいえだ のぶよし）         | 子爵 | 勲功 | 薩摩藩士                      | 明治20年5月24日  | 元老院議官等を歴任。長女は東郷平八郎夫人                                                 |
| 香川敬三 （かがわ けいぞう）             | 伯爵 | 勲功 | 常陸水戸藩郷士                | 明治40年9月23日  | 明治20年5月9日子爵→伯爵                                                                  |
| 風早公紀 （かぜはや きんこと）           | 子爵 | 公家 | 閑院流姉小路支流30石3人扶持   | 明治17年7月8日   |                                                                                          |
| 花山院忠遠 （かさんのいん ただとう）     | 侯爵 | 公家 | 花山院家715石                 | 明治17年7月7日   |                                                                                          |
| 梶野行篤 （かじの ゆきあつ）             | 男爵 | 公家 | 石井庶流40名                  | 明治17年7月8日   |                                                                                          |
| 鹿島萩麿 （かしま はぎまろ）             | 伯爵 | 皇族 | 山階宮家                      | 昭和3年7月20日   | 山階宮菊麿王四男で、臣籍降下                                                             |
| 賀島政一 （かしま まさかず）             | 男爵 | 武家 | 徳島藩家老・牛岐領1万石       | 明治33年5月9日   | 父の政範の維新時の功による。昭和17年12月の没後、襲爵手続きせず                           |
| 勧修寺顕允 （かじゅうじ あきよし）       | 伯爵 | 公家 | 勧修寺家708石                 | 明治17年7月7日   | 貴族院伯爵議員                                                                           |
| 片岡利和 （かたおか としかず）           | 男爵 | 勲功 | 土佐国                        | 明治33年5月9日   | 侍従                                                                                     |
| 片岡七郎 （かたおか しちろう）           | 男爵 | 勲功 | 薩摩藩士                      | 明治40年9月21日  | 日露戦争に功あり、のち海軍大将                                                           |
| 片桐貞健 （かたぎり さだたけ）           | 子爵 | 武家 | 大和小泉藩1万1100石           | 明治17年7月8日   |                                                                                          |
| 片倉景光 （かたくら かげみつ）           | 男爵 | 武家 | 仙台藩家老・白石城主1万8000石 | 明治31年7月20日  | 北海道開拓の功による                                                                     |
| 交野時万 （かたの ときつむ）             | 子爵 | 公家 | 桓武平氏高棟王流30石3人扶持   | 明治17年7月8日   | 「松坂屋」の伊藤家とつながる                                                             |
| 華頂博信 （かちょう ひろのぶ）           | 侯爵 | 皇族 | 伏見宮家家                    | 大正15年12月7日  | 伏見宮博恭王三男で、大正15年に臣籍降下                                                   |
| 勝安芳 （かつ やすよし）                 | 伯爵 | 勲功 | 旗本小普請組                  | 明治20年5月9日   | 戊辰戦争のとき、江戸城無血開城を導いた。                                                 |
| 桂太郎 （かつら たろう）                 | 公爵 | 勲功 | 長州藩士120石余               | 明治44年4月21日  | 明治28年8月20日子爵→伯爵→侯爵→公爵                                                       |
| 葛城茂麿 （かつらぎ しげまろ）           | 伯爵 | 皇族 | 山階宮家                      | 昭和4年12月24日  | 山階宮菊麿王の五男。臣籍降下                                                             |
| 勘解由小路資生 （かでのこうじ すけより） | 子爵 | 公家 | 日野流130石                   | 明治17年7月8日   | 国事御用掛・元老院御用掛・貴族院議員等を歴任                                             |
| 加藤高明 （かとう たかあき）             | 伯爵 | 勲功 | 尾張名古屋藩藩士              | 大正15年1月28日  | 明治44年8月24日男爵→子爵→伯爵                                                            |
| 加藤明実 （かとう あきざね）             | 子爵 | 武家 | 近江水口藩2万5000石           | 明治17年7月8日   |                                                                                          |
| 加藤友三郎 （かとう ともさぶろう）       | 子爵 | 勲功 | 安芸広島藩13石                | 大正12年8月24日  | 大正9年9月7日男爵→子爵。内閣総理大臣                                                     |
| 加藤泰令 （かとう やすのり）             | 子爵 | 武家 | 伊豫新谷藩1万石               | 明治17年7月8日   |                                                                                          |
| 加藤泰秋 （かとう やすあき）             | 子爵 | 武家 | 伊豫大洲藩6万石               | 明治17年7月8日   |                                                                                          |
| 加藤弘之 （かとう ひろゆき）             | 男爵 | 勲功 | 但馬出石藩士                  | 明治33年5月9日   | 帝国学士院長・元老院議官等を歴任                                                         |
| 加藤定吉 （かとう さだきち）             | 男爵 | 勲功 | 東京都                        | 大正5年7月14日   | 海軍大将。第一次大戦に功あり                                                             |
| 楫取素彦 （かとり もとひこ）             | 男爵 | 勲功 | 長門国大津郡三隅村            | 明治20年5月24日  | 維新に功あり。元老院議官                                                                 |
| 金子堅太郎 （かねこ けんたろう）         | 伯爵 | 勲功 | 筑前福岡藩士勘定所附          | 昭和9年1月4日    | 明治33年5月9日男爵→子爵→伯爵                                                             |
| 金子有卿 （かねこ ありのり）             | 男爵 | 神官 | 物部神社神職                  | 明治17年7月8日   | 貴族院男爵議員                                                                           |
| 鹿野勇之進 （かの ゆうのしん）           | 男爵 | 勲功 | 信濃国松代藩士                | 明治40年9月21日  | 日清・日露戦争に功あって叙爵。海軍中将                                                   |
| 加納久宜 （かのう ひさよし）             | 子爵 | 武家 | 上総一宮藩1万3000石           | 明治17年7月8日   | 子の久朗は日本住宅公団総裁・千葉県知事を歴任                                             |
| 樺山資紀 （かばやま すけのり）           | 伯爵 | 勲功 | 薩摩藩士                      | 明治28年8月5日   | 明治17年7月7日子爵→伯爵。海軍大将・文部大臣を歴任                                        |
| 神尾光臣 （かみお みつおみ）             | 男爵 | 勲功 | 信濃諏訪藩士                  | 大正5年7月14日   | 陸軍大将で第一次世界大戦に功                                                             |
| 上村彦之丞 （かみむら ひこのじょう）     | 男爵 | 勲功 | 薩摩国                        | 明治40年9月21日  | 日露戦争に功あり。海軍大将。昭和22年2月に孫邦之丞は爵位を返上                            |
| 亀井茲明 （かめい これあき）             | 伯爵 | 武家 | 石見津和野藩4万3000石         | 明治24年4月23日  | 父の茲監の功。明治17年7月8日子爵→伯爵                                                    |
| 烏丸光亨 （からすまる みつゆき）         | 伯爵 | 公家 | 日野別家954石                 | 明治17年7月7日   | 父の光徳は国事に尽力し、戊辰戦争で功を挙げる                                             |
| 唐橋在綱 （からはし ありつな）           | 子爵 | 公家 | 菅原家182石                   | 明治17年7月8日   |                                                                                          |
| 川上操六 （かわかみ そうろく）           | 子爵 | 勲功 | 薩摩藩士                      | 明治28年8月5日   | 陸軍大将・参謀総長。戊辰・日清・西南戦争に功。昭和9年9月孫邦良の没後女戸主となり栄典喪失 |
| 川口武定 （かわぐち たけさだ）           | 男爵 | 勲功 | 紀州藩士                      | 明治28年8月20日  | 陸軍から海軍に転じ主計総監に進み、日清戦争の功により叙爵                                 |
| 川崎祐名 （かわさき すけな）             | 男爵 | 勲功 | 鹿児島県                      | 明治33年5月9日   | 陸軍会計監督長                                                                           |
| 川崎芳太郎 （かわさき よしたろう）       | 男爵 | 勲功 | 鹿児島県                      | 大正9年1月13日   | 造船業など実業界で活躍。旧神戸川崎財閥。昭和21年4月子の武之助没後、襲爵手続きせず        |
| 河瀬真孝 （かわせ まさたか）             | 子爵 | 勲功 | 長門国                        | 明治20年5月24日  | 侍従長、特命全権公使等を歴任                                                             |
| 河田景与 （かわた かげとも）             | 子爵 | 勲功 | 鳥取藩士                      | 明治20年5月24日  | 維新に功あり。兵部大丞、福岡藩大参事、鳥取県権令などを歴任。                             |
| 川田小一郎 （かわた こいちろう）         | 男爵 | 勲功 | 土佐国土佐郡旭村              | 明治28年10月31日 | 岩崎彌太郎を助け、三菱汽船会社等を創業。日本銀行総裁                                     |
| 河鰭実文 （かわばた さねふみ）           | 子爵 | 公家 | 閑院流150石                   | 明治17年7月8日   |                                                                                          |
| 河辺隆次 （かわべ たかつぐ）             | 男爵 | 公家 | 四条家分家油小路氏庶流        | 明治17年7月8日   | 明治30年3月爵位返上                                                                      |
| 河辺博長 （かわべ ひろなが）             | 男爵 | 神官 | 伊勢神宮神職                  | 明治17年7月8日   | 貴族院男爵議員                                                                           |
| 川村純義 （かわむら すみよし）           | 伯爵 | 勲功 | 薩摩藩士                      | 明治17年7月7日   | 維新前後の国事に奔走。海軍大将                                                           |
| 川村景明 （かわむら かげあき）           | 子爵 | 勲功 | 薩摩藩士                      | 明治40年9月21日  | 明治28年12月4日男爵→子爵。元帥・陸軍大将                                                 |
| 神田孝平 （かんだ たかひら）             | 男爵 | 勲功 | 美濃国不破郡岩手村            | 明治31年7月4日   | 維新後、新政府の諸制度の整備に尽力。昭和5年6月に孫金樹は爵位を返上                       |
| 甘露寺義長 （かんろじ よしなが）         | 伯爵 | 公家 | 勧修寺家嫡流200石             | 明治17年7月7日   | 子の受長は昭和天皇侍従次長。のち明治神宮宮司                                             |

### き
| 叙爵者 （名前の読み）                | 爵位 | 種別 | 出自・出身                     | 叙爵日           | 備考                                                                               |
| ------------------------------------ | ---- | ---- | ------------------------------ | ---------------- | ---------------------------------------------------------------------------------- |
| 紀俊尚 （き としひさ）               | 男爵 | 神官 | 日前神宮・國懸神宮神職         | 明治17年7月8日   | 紀伊国造                                                                           |
| 菊池大麓 （きくち だいろく）         | 男爵 | 勲功 | 江戸箕作家・父方の菊池家を継ぐ | 明治35年2月27日  | 東京帝国大学長・文部大臣等を歴任。大正10年3月子泰二没後に後継者を欠く              |
| 菊池武臣 （きくち たけおみ）         | 男爵 | 勲功 | 肥後国                         | 明治17年7月8日   | 先祖菊池氏の南朝への忠節と維新の功により叙爵。旧姓交代寄合米良氏。貴族院男爵議員。 |
| 菊亭脩季 （きくてい ゆきすえ）       | 侯爵 | 公家 | 閑院流1655石                   | 明治17年7月7日   |                                                                                    |
| 木越安綱 （きごし やすつな）         | 男爵 | 勲功 | 加賀藩                         | 明治40年9月21日  | 陸軍中将に進み、日露戦争に功                                                       |
| 北大路公久 （きたおおじ きんひさ）   | 男爵 | 公家 | 三条末流21石                   | 明治17年7月8日   |                                                                                    |
| 北垣国道 （きたがき くにみち）       | 男爵 | 勲功 | 鳥取県                         | 明治29年6月5日   | 地方行政の功                                                                       |
| 北河原公憲 （きたかわはら きみのり） | 男爵 | 公家 | 四辻庶流45石                   | 明治17年7月8日   |                                                                                    |
| 北小路俊親 （きたこうじ としちか）   | 子爵 | 公家 | 大江氏嫡流60石                 | 明治17年7月8日   |                                                                                    |
| 北小路俊昌 （きたこうじ としまさ）   | 男爵 | 公家 | 大江氏北小路家別家             | 明治17年7月8日   | 明治34年3月に子の俊岳は爵位を返上                                                  |
| 北小路随光 （きたこうじ よりみつ）   | 子爵 | 公家 | 日野家柳原支流30石3人扶持      | 明治17年7月8日   |                                                                                    |
| 北里柴三郎 （きたざと しばさぶろう） | 男爵 | 勲功 | 肥後国北里村総庄屋             | 大正13年2月11日  | 北里研究所を設立した医学博士。昭和6年6月没後、襲爵手続きせず                       |
| 北島脩孝 （きたじま ながのり）       | 男爵 | 神官 | 出雲国造家、出雲大社神職       | 明治17年7月8日   | 出雲北島教会大教主                                                                 |
| 北畠通城 （きたばたけ みちしろ）     | 男爵 | 公家 | 久我家庶流                     | 明治17年7月8日   | 柏崎県知事・宮中祗候・霊山神社宮司を歴任                                           |
| 北畠治房 （きたばたけ はるふさ）     | 男爵 | 勲功 | 大和国                         | 明治29年6月5日   | 大審院判事、大阪控訴院長を歴任                                                     |
| 吉川経健 （きっかわ つねたけ）       | 子爵 | 武家 | 周防岩国藩6万石                | 明治24年4月23日  | 長州藩一門家老 明治17年7月8日男爵→子爵                                             |
| 吉川重吉 （きっかわ ちょうきち）     | 男爵 | 武家 | 吉川子爵家分家                 | 明治24年11月21日 | 貴族院男爵議員                                                                     |
| 木戸正二郎 （きど しょうじろう）     | 侯爵 | 勲功 | 長州藩大組士170石              | 明治17年7月7日   | 父は木戸孝允、毛利元就の七男天野元政の血を引く                                     |
| 木梨精一郎 （きなし せいいちろう）   | 男爵 | 勲功 | 長門国                         | 明治29年6月5日   | 王事に尽くし、維新後、諸官を歴任                                                   |
| 木下俊哲 （きのした としあき）       | 子爵 | 武家 | 豊後日出藩2万5000石            | 明治17年7月8日   | 藩祖の父が豊臣秀吉夫人ねねの兄                                                     |
| 木下利恭 （きのした としもと）       | 子爵 | 武家 | 備中足守藩2万5000石            | 明治17年7月8日   |                                                                                    |
| 木辺孝慈 （きべ こうじ）             | 男爵 | 僧家 | 浄土真宗錦織寺住職             | 明治29年6月9日   |                                                                                    |
| 木俣畏三 （きまた いぞう）           | 男爵 | 武家 | 彦根藩家老1万石                | 明治33年5月9日   |                                                                                    |
| 肝付兼行 （きもつき かねゆき）       | 男爵 | 勲功 | 薩摩藩士                       | 明治40年9月21日  | 日露戦争に功。海軍中将・大阪市長を歴任。                                           |
| 京極高徳 （きょうごく たかのり）     | 子爵 | 武家 | 讃岐丸亀藩5万1500石            | 明治17年7月8日   |                                                                                    |
| 京極高典 （きょうごく たかまさ）     | 子爵 | 武家 | 讃岐多度津藩1万石              | 明治17年7月8日   |                                                                                    |
| 京極高富 （きょうごく たかとみ）     | 子爵 | 武家 | 丹後峰山藩1万1144石            | 明治17年7月8日   |                                                                                    |
| 京極高厚 （きょうごく たかあつ）     | 子爵 | 武家 | 但馬豊岡藩1万5000石            | 明治17年7月8日   |                                                                                    |
| 清浦奎吾 （きようら けいご）         | 伯爵 | 勲功 | 肥後国鹿本郡来民村明照寺住職   | 昭和3年11月10日  | 明治35年2月27日男爵→子爵→伯爵                                                      |
| 清岡長説 （きよおか ながつく）       | 子爵 | 公家 | 菅原家30石3人扶持              | 明治17年7月8日   |                                                                                    |
| 清岡公張 （きよおか ともはる）       | 子爵 | 勲功 | 高知県                         | 明治20年5月9日   | 地方官を歴任、元老院議官となり叙爵                                                 |
| 清棲家教 （きよす いえのり）         | 伯爵 | 皇族 | 伏見宮家                       | 明治21年6月28日  | 伏見宮邦家親王第15皇子。明治21年臣籍降下                                           |

### く
| 叙爵者 （名前の読み）                | 爵位 | 種別 | 出自・出身                    | 叙爵日           | 備考                                                                     |
| ------------------------------------ | ---- | ---- | ----------------------------- | ---------------- | ------------------------------------------------------------------------ |
| 九鬼隆義 （くき たかよし）           | 子爵 | 武家 | 摂津三田藩3万6000石           | 明治17年7月8日   | 「九鬼水軍」当主九鬼嘉隆の後裔                                           |
| 九鬼隆備 （くき たかとも）           | 子爵 | 武家 | 丹波綾部藩1万9500石           | 明治17年7月8日   |                                                                          |
| 九鬼隆一 （くき りゅういち）         | 男爵 | 勲功 | 丹波綾部藩一門                | 明治29年6月5日   | 綾部藩家老九鬼隆周の養子 帝国博物館館長・枢密顧問官を歴任                |
| 櫛笥隆督 （くしげ たかまさ）         | 子爵 | 公家 | 四条家庶流183石               | 明治17年7月8日   | 貴族院子爵議員                                                           |
| 九条道孝 （くじょう みちたか）       | 公爵 | 公家 | 九条流摂関家嫡流3043石        | 明治17年7月7日   | 戊辰戦争に奥羽鎮撫総督として従軍                                         |
| 九条良政 （くじょう よしまさ）       | 男爵 | 公家 | 九条公爵家分家                | 明治35年3月10日  | 道孝の四男                                                               |
| 九条良致 （くじょう よしむね）       | 男爵 | 公家 | 九条公爵家分家                | 明治41年3月23日  | 道孝の五男。昭和15年8月没後、襲爵手続きせず                              |
| 楠田英世 （くすだ ひでよ）           | 男爵 | 勲功 | 肥前国                        | 明治33年5月9日   | 司法大丞・元老院議官を歴任。大正10年10月養孫咸次郎没後に後継者を欠く     |
| 楠本正隆 （くすもと まさたか）       | 男爵 | 勲功 | 肥前大村藩                    | 明治29年6月5日   | 東京府知事・元老院議官・衆議院議長を歴任                                 |
| 久世広業 （くぜ ひろなり）           | 子爵 | 武家 | 下総関宿藩4万8000石           | 明治17年7月8日   |                                                                          |
| 久世通章 （くぜ みちふみ）           | 子爵 | 公家 | 村上源家200石                 | 明治17年7月8日   | 貴族院子爵議員・蹴鞠保存会会長                                           |
| 朽木綱貞 （くつき つなさだ）         | 子爵 | 武家 | 丹波福知山藩3万2000石         | 明治17年7月8日   |                                                                          |
| 久邇邦久 （くに くにひさ）           | 侯爵 | 皇族 | 久邇宮家                      | 大正12年10月25日 | 久邇宮邦彦王の二男、臣籍降下                                             |
| 国司直行 （くにし なおゆき）         | 男爵 | 武家 | 長州藩永代家老                | 明治33年5月9日   | 祖父の親相は、馬関で攘夷を行い国事に奔走                                 |
| 久保田譲 （くぼた ゆずる）           | 男爵 | 勲功 | 播磨国                        | 明治40年9月21日  | 文部大臣をつとめ、日露戦争の功により叙爵                                 |
| 倉富勇三郎 （くらとみ ゆうざぶろう） | 男爵 | 勲功 | 筑後国竹野郡儒学者            | 大正15年10月26日 | 法制局長官・枢密顧問官を歴任                                             |
| 倉橋泰顕 （くらはし やすてる）       | 子爵 | 公家 | 安倍家庶流150石               | 明治17年7月8日   | 大正8年11月孫の泰昌没後、後継者なく無嗣断絶                              |
| 栗野慎一郎 （くりの しんいちろう）   | 子爵 | 勲功 | 筑前福岡藩                    | 明治45年3月18日  | 明治45年3月18日男爵→子爵                                                 |
| 久留島通簡 （くるしま みちひろ）     | 子爵 | 武家 | 豊後森藩1万2500石             | 明治17年7月8日   | 「村上水軍」来島村上家後裔 「簡」の字は「日」が「月」なのが正しい        |
| 黒川通軌 （くろかわ みちのり）       | 男爵 | 勲功 | 伊予小松藩士                  | 明治20年5月24日  | 陸軍中将。昭和12年10月孫の秀雄没後、襲爵手続きせず                       |
| 黒木為楨 （くろき ためもと）         | 伯爵 | 勲功 | 薩摩藩士                      | 明治40年9月21日  | 陸軍大将。明治28年8月20日男爵→伯爵                                       |
| 黒瀬義門 （くろせ よしかど）         | 男爵 | 勲功 | 岡山県                        | 明治40年9月21日  | 陸軍中将に進み、日清・日露戦争に功                                       |
| 黒田一義 （くろだ かずよし）         | 男爵 | 武家 | 福岡藩大老・三奈木領1万6205石 | 明治33年5月9日   | 三奈木黒田家                                                             |
| 黒田清隆 （くろだ きよたか）         | 伯爵 | 勲功 | 薩摩藩士4石                   | 明治17年7月7日   | 北海道開拓に功。のち内閣総理大臣                                         |
| 黒田清綱 （くろだ きよつな）         | 子爵 | 勲功 | 薩摩国                        | 明治20年5月24日  | 子の清輝は洋画家として有名                                               |
| 黒田長成 （くろだ ながしげ）         | 侯爵 | 武家 | 筑前福岡藩52万3100石          | 明治17年7月7日   |                                                                          |
| 黒田長和 （くろだ ながとし）         | 男爵 | 武家 | 黒田侯爵家分家                | 明治29年12月3日  |                                                                          |
| 黒田長徳 （くろだ ながのり）         | 子爵 | 武家 | 筑前秋月藩5万石               | 明治17年7月8日   |                                                                          |
| 黒田久孝 （くろだ ひさたか）         | 男爵 | 勲功 | 東京都                        | 明治28年8月20日  | 陸軍中将に進み、日清戦争に功。昭和3年8月養子の善治隠居後、襲爵手続きせず |
| 黒田和志 （くろだ よりゆき）         | 子爵 | 武家 | 上総久留里藩3万石             | 明治17年7月8日   | 黒田侯爵家とは別系統。貴族院子爵議員。                                   |
| 桒原輔長 （くわばら すけなが）       | 子爵 | 公家 | 菅原氏庶流30石3人扶持         | 明治17年7月8日   | 大正8年10月爵位返上                                                      |

### こ
| 叙爵者 （名前の読み）                  | 爵位 | 種別 | 出自・出身               | 叙爵日           | 備考 |
| -------------------------------------- | ---- | ---- | ------------------------ | ---------------- | --- |
| 小池正直 （こいけ まさなお）           | 男爵 | 勲功 | 鶴岡藩士                 | 明治40年9月21日  | 陸軍医務局長となり日露戦争の功により叙爵                                                                          |
| 小出英延 （こいで ふさのぶ）           | 子爵 | 武家 | 丹波園部藩2万6700石      | 明治17年7月8日   | |
| 郷純造 （ごう じゅんぞう）             | 男爵 | 勲功 | 美濃国黒野、幕臣         | 明治33年5月9日   | 財政畑を進み、大蔵次官となる                                                                                      |
| 河野敏鎌 （こうの とかま）             | 子爵 | 勲功 | 土佐藩士                 | 明治26年10月30日 | 文部卿・農商務卿・農商務大臣等を歴任                                                                              |
| 鴻池善右衛門 （こうのいけ ぜんえもん） | 男爵 | 勲功 | 大阪府                   | 明治44年8月25日  | 経済の発展に功あり叙爵                                                                                            |
| 神山郡廉 （こうやま くにきよ）         | 男爵 | 勲功 | 土佐藩士                 | 明治20年5月24日  | 維新に尽力し、のち元老院議官                                                                                      |
| 久我通久 （こが みちつね）             | 侯爵 | 公家 | 村上源家700石            | 明治17年7月7日   | 戊辰戦争で功。女優久我美子の生家                                                                                  |
| 久我通保 （こが みちやす）             | 男爵 | 公家 | 久我侯爵家分家           | 明治31年2月2日   | 通久の三男 |
| 五条為栄 （ごじょう ためしげ）         | 子爵 | 公家 | 菅原氏高辻庶流171石      | 明治17年7月8日   | 参与・元老院議官・貴族院子爵議員                                                                                  |
| 五条頼定 （ごじょう よりさだ）         | 男爵 | 勲功 | 筑前国、広澄流清原氏庶流 | 明治30年7月1日   | 先祖の南北朝時代の功により叙爵                                                                                    |
| 児玉源太郎 （こだま げんたろう）       | 伯爵 | 勲功 | 周防徳山藩士100石        | 明治40年10月2日  | 明治28年8月20日男爵→明治39年4月11日子爵。子児玉秀雄の家督相続時に父・源太郎の生前の功により、子爵から伯爵に陞爵。 |
| 児玉清雄 （こだま きよお）             | 男爵 | 勲功 | 紀伊国                   | 明治40年10月2日  | 父・児玉徳太郎の日露戦争における功により叙爵                                                                      |
| 籠手田安定 （こてだ やすさだ）         | 男爵 | 勲功 | 肥前平戸藩士             | 明治32年3月31日  | 滋賀県令・元老院議官等を歴任                                                                                      |
| 後藤新平 （ごとう しんぺい）           | 伯爵 | 勲功 | 仙台藩一門水沢伊達氏家臣 | 昭和3年11月10日  | 明治39年4月11日男爵→子爵→伯爵                                                                                     |
| 後藤象二郎 （ごとう しょうじろう）     | 伯爵 | 勲功 | 土佐藩士馬廻格150石      | 明治20年5月9日   | 山内容堂を補佐して大政奉還を推進。長女は岩崎彌太郎夫人。昭和12年7月孫の保弥太没後、襲爵手続きせず                 |
| 五島盛主 （ごとう もりぬし）           | 子爵 | 武家 | 肥前福江藩1万2500石      | 明治17年7月8日   | |
| 近衛篤麿 （このえ あつまろ）           | 公爵 | 公家 | 近衛流摂関家嫡流2860石   | 明治17年7月7日   | 五摂家筆頭。学習院院長等を歴任。昭和20年12月子の文麿没後、襲爵手続きせず                                          |
| 近衛秀麿 （このえ ひでまろ）           | 子爵 | 公家 | 近衛公爵家分家           | 大正8年1月9日    | 篤麿の二男。指揮者として有名。昭和21年5月爵位返上                                                                 |
| 小早川四郎 （こばやかわ しろう）       | 男爵 | 武家 | 山口藩毛利家一門         | 明治17年7月8日   | 毛利家一門小早川家の名跡相続、毛利公爵家当主毛利元徳の子。貴族院男爵議員                                          |
| 小松輝久 （こまつ てるひさ）           | 侯爵 | 皇族 | 北白川宮家               | 明治43年7月20日  | 北白川宮能久親王の四男で、同年に臣籍降下                                                                          |
| 小松帯刀 （こまつ たてわき）           | 伯爵 | 勲功 | 薩摩藩家老・吉利領2600石 | 明治29年6月9日   | 祖父清廉（帯刀）の勲功により叙爵、禰寝氏当主                                                                      |
| 小松行正 （こまつ ゆきまさ）           | 男爵 | 公家 | 石井家庶流               | 明治18年5月2日   | 貴族院男爵議員 |
| 小村寿太郎 （こむら じゅたろう）       | 侯爵 | 勲功 | 日向飫肥藩士             | 明治44年4月21日  | 明治35年2月27日男爵→伯爵→侯爵                                                                                     |
| 米田虎雄 （こめだ とらお）             | 子爵 | 勲功 | 熊本藩家老3万石          | 大正3年5月13日   | 父・長岡監物の勲功により叙爵。明治25年10月15日男爵→子爵                                                           |
| 近藤基樹 （こんどう もとき）           | 男爵 | 勲功 | 東京都                   | 昭和4年12月26日  | 海軍造船中将に進み、造船技術の発展に寄与                                                                          |
| 近藤廉平 （こんどう れんぺい）         | 男爵 | 勲功 | 阿波国                   | 明治44年8月25日  | 岩崎彌太郎と共に日本郵船を創設。のち社長                                                                          |

## さ行

### さ
| 叙爵者（名前の読み）                   | 爵位 | 種別 | 出自・出身                             | 叙爵日           | 備考                                                                             |
| -------------------------------------- | ---- | ---- | -------------------------------------- | ---------------- | -------------------------------------------------------------------------------- |
| 西園寺公望 （さいおんじ きんもち）     | 公爵 | 公家 | 閑院流597石                            | 大正9年9月7日    | 明治17年7月7日侯爵→公爵。戊辰戦争に功。昭和21年7月養子の八郎没後、襲爵手続きせず |
| 西郷従道 （さいごう じゅうどう）       | 侯爵 | 勲功 | 薩摩藩士御勘定方小頭47石余             | 明治28年8月5日   | 明治17年7月7日伯爵→侯爵。西郷隆盛の弟                                            |
| 西郷寅太郎 （さいごう とらたろう）     | 侯爵 | 勲功 | 薩摩藩士御勘定方小頭47石余             | 明治35年6月3日   | 父は西郷隆盛。憲法発布の大赦で叙爵                                               |
| 税所篤 （さいしょ あつし）             | 子爵 | 勲功 | 薩摩藩士                               | 明治20年5月24日  | 国事に尽くし、のち元老院議官                                                     |
| 斎藤実 （さいとう まこと）             | 子爵 | 勲功 | 仙台藩一門水沢伊達氏家臣               | 大正14年4月9日   | 明治40年9月21日男爵→子爵。内閣総理大臣                                           |
| 嵯峨公勝 （さが きんとう）             | 侯爵 | 公家 | 閑院流三条家分家正親町三条家350石余    | 明治21年1月17日  | 明治17年7月7日伯爵→侯爵                                                          |
| 阪井重季 （さかい しげすえ）           | 男爵 | 勲功 | 土佐藩士                               | 明治40年9月21日  | 陸軍中将。長女は寺田寅彦夫人                                                     |
| 酒井忠亮 （さかい ただあき）           | 子爵 | 武家 | 越前敦賀・鞠山藩1万石                  | 明治17年7月8日   | 小浜藩酒井伯爵家の分家                                                           |
| 酒井忠彰 （さかい ただあきら）         | 子爵 | 武家 | 上野伊勢崎藩2万石                      | 明治17年7月8日   | 姫路藩酒井伯爵家の分家                                                           |
| 酒井忠興 （さかい ただおき）           | 伯爵 | 武家 | 播磨姫路藩15万石                       | 明治20年6月23日  | 雅楽頭流宗家                                                                     |
| 酒井忠績 （さかい ただしげ）           | 男爵 | 武家 | 姫路藩分家旗本5000石                   | 明治22年5月11日  | 大正9年6月15日子の忠弘は失爵した。                                               |
| 酒井忠篤 （さかい ただずみ）           | 伯爵 | 武家 | 出羽庄内・大泉藩17万石                 | 明治17年7月7日   | 徳川四天王・酒井忠次の後裔 佐衛門尉流宗家                                        |
| 酒井忠勇 （さかい ただとし）           | 子爵 | 武家 | 安房勝山藩1万2000石                    | 明治22年5月11日  | 小浜藩酒井伯爵家の分家。明治32年7月爵位返上                                      |
| 酒井忠匡 （さかい ただまさ）           | 子爵 | 武家 | 出羽松山・松嶺藩2万500石               | 明治17年7月8日   | 庄内藩酒井家伯爵家の分家                                                         |
| 酒井忠道 （さかい ただみち）           | 伯爵 | 武家 | 若狭小浜藩10万3500石                   | 明治17年7月7日   | 姫路藩酒井伯爵家の分家                                                           |
| 酒井忠惇 （さかい ただとし）           | 男爵 | 武家 | 姫路藩分家旗本御小姓組番頭5000石       | 明治22年3月2日   |                                                                                  |
| 榊原政敬 （さかきばら まさたか）       | 子爵 | 武家 | 越後高田藩15万石                       | 明治17年7月8日   | 徳川四天王・榊原康政の後裔                                                       |
| 阪谷芳郎 （さかたに よしお）           | 子爵 | 勲功 | 広島県                                 | 明治40年9月21日  | 昭和16年11月男爵→子爵。のち東京市長                                              |
| 坂本俊篤 （さかもと としあつ）         | 男爵 | 勲功 | 信濃諏訪・高島藩士                     | 明治40年9月21日  | 海軍中将、日露戦争に功                                                           |
| 相良頼紹 （さがら よりつぐ）           | 子爵 | 武家 | 肥後人吉藩2万2100石                    | 明治17年7月8日   | 昭和21年5月養子の頼綱は爵位返上                                                  |
| 相楽綱直 （さがら つななお）           | 男爵 | 公家 | 九条流摂関家二条家庶流富小路家分家35石 | 明治17年7月8日   | 昭和18年10月養子公愛戦死後に後継者を欠く                                         |
| 鷺原量長 （さぎはら かずなが）         | 男爵 | 公家 | 勧修寺流嫡流甘露寺別家40石             | 明治17年7月8日   | 明治21年5月爵位返上                                                              |
| 佐久間左馬太 （さくま さまた）         | 伯爵 | 勲功 | 長州藩士                               | 明治40年9月21日  | 明治20年5月24日男爵→子爵→伯爵                                                    |
| 桜井忠興 （さくらい ただおき）         | 子爵 | 武家 | 摂津尼崎藩4万石                        | 明治17年7月8日   | 桜井松平家                                                                       |
| 桜井供義 （さくらい ともよし）         | 子爵 | 公家 | 水無瀬流庶流30石3人扶持                | 明治17年7月8日   |                                                                                  |
| 桜井錠二 （さくらい じょうじ）         | 男爵 | 勲功 | 石川県                                 | 昭和14年1月28日  | 理化学研究所・日本学術振興会の設立の尽力                                         |
| 佐々木高行 （ささき たかゆき）         | 侯爵 | 勲功 | 土佐藩士                               | 明治42年4月29日  | 明治17年7月7日伯爵→侯爵                                                          |
| 佐双定雄 （さそう さだお）             | 男爵 | 勲功 | 加賀国                                 | 明治40年10月2日  | 父の左仲は海軍造船総監に進み、日露戦争に功あり                                   |
| 佐竹義堯 （さたけ よしたか）           | 侯爵 | 武家 | 出羽久保田・秋田藩20万5800石           | 明治17年7月7日   |                                                                                  |
| 佐竹義理 （さたけ よしただ）           | 子爵 | 武家 | 出羽岩崎藩2万石                        | 明治17年7月8日   |                                                                                  |
| 佐竹義尚 （さたけ よしなお）           | 男爵 | 武家 | 久保田藩家老・角館領1万石              | 明治33年5月9日   | 佐竹北家 昭和21年5月孫の敬次郎は爵位返上                                         |
| 佐竹義雄 （さたけ よしお）             | 男爵 | 武家 | 久保田藩家老・湯沢領主                 | 明治33年5月9日   | 佐竹南家                                                                         |
| 佐竹義脩 （さたけ よしなお）           | 男爵 | 武家 | 佐竹子爵家分家                         | 明治22年10月16日 | 昭和4年12月子の義立は爵位返上                                                    |
| 佐竹義準 （さたけ よしのり）           | 男爵 | 武家 | 久保田藩家老                           | 明治39年9月17日  | 佐竹東家                                                                         |
| 佐竹義遵 （さたけ よしゆき）           | 男爵 | 武家 | 久保田藩家老・大館領7200石             | 明治33年5月9日   | 佐竹西家                                                                         |
| 佐藤進 （さとう すすむ）               | 男爵 | 勲功 | 千葉県                                 | 明治40年9月21日  | 陸軍軍医監に進み、日露戦争の功で叙爵。順天堂医院院長                             |
| 佐藤昌介 （さとう しょうすけ）         | 男爵 | 勲功 | 陸奥国                                 | 昭和3年11月10日  | 教育に尽力した功。昭和21年5月子の昌彦は爵位返上                                  |
| 真田幸民 （さなだ ゆきとも）           | 伯爵 | 武家 | 信濃松代藩10万石                       | 明治24年4月23日  | 明治17年7月8日子爵→伯爵                                                          |
| 真田幸世 （さなだ ゆきよ）             | 男爵 | 武家 | 真田伯爵家分家                         | 明治29年6月30日  |                                                                                  |
| 実吉安純 （さねよし やすずみ）         | 子爵 | 勲功 | 薩摩国                                 | 明治40年9月21日  | 明治33年5月9日男爵→子爵。海軍軍医総監                                            |
| 佐野常民 （さの つねたみ）             | 伯爵 | 勲功 | 肥前佐賀藩士                           | 明治28年10月31日 | 明治20年5月24日子爵→伯爵。日本赤十字社初代社長                                   |
| 佐野延勝 （さの のぶかつ）             | 男爵 | 勲功 | 東京都                                 | 明治29年12月3日  | 日清戦争に功あり叙爵。陸軍中将。昭和19年4月子の智勝没後、襲爵手続きせず          |
| 鮫島員規 （さめしま かずのり）         | 男爵 | 勲功 | 薩摩藩士                               | 明治40年9月21日  | 海軍大将に進み、日露戦争に功あり                                                 |
| 鮫島重雄 （さめしま しげお）           | 男爵 | 勲功 | 薩摩藩士                               | 明治40年9月21日  | 陸軍大将に進み、日露戦争に功あり叙爵。昭和3年4月没後、女戸主となり栄典喪失       |
| 澤為量 （さわ ためかず）               | 伯爵 | 公家 | 広澄流清原氏庶流伏原家分家30石3人扶持  | 明治24年4月23日  | 明治17年7月8日子爵→伯爵。為量・宣嘉の功により宣嘉長男宣量が陞爵。                |
| 澤宣元 （さわ のりもと）               | 男爵 | 公家 | 沢伯爵家別家                           | 明治28年5月27日  | 為量の孫。父宣嘉の功。                                                           |
| 沢村重 （さわむら しげし）             | 男爵 | 武家 | 肥後熊本藩家老1万1000石                | 明治39年9月17日  |                                                                                  |
| 三条実美 （さんじょう さねとみ）       | 公爵 | 公家 | 閑院流嫡流472石                        | 明治17年7月7日   | 実美の功により公爵。内閣制度発足に伴い内大臣となった                             |
| 三条公輝 （さんじょう きんてる）       | 男爵 | 公家 | 三条公爵家分家                         | 明治25年2月19日  | 実美の三男。大正13年5月、三条公爵家相続により廃家                                |
| 三条西公允 （さんじょうにし きんあえ） | 伯爵 | 公家 | 閑院流正親町三条家分家502石            | 明治17年7月7日   | 父の季知は幕末王事に尽力                                                         |
| 三宮義胤 （さんのみや よしたね）       | 男爵 | 勲功 | 近江国                                 | 明治29年6月5日   | 宮内省に出仕して功あり。大正8年12月子錫馬の没後女戸主となり栄典喪失              |

### し
| 叙爵者（名前の読み）                 | 爵位 | 種別 | 出自・出身                         | 叙爵日           | 備考                                                                     |
| ------------------------------------ | ---- | ---- | ---------------------------------- | ---------------- | ------------------------------------------------------------------------ |
| 鹿園実博 （しかぞの さねひろ）       | 男爵 | 公家 | 閑院流嫡流三条支流50石             | 明治17年7月8日   | 奈良華族・貴族院男爵議員                                                 |
| 滋野清彦 （しげの きよひこ）         | 男爵 | 勲功 | 長州藩士                           | 明治20年5月24日  | 西南戦争に功あり。のち陸軍中将。大正13年10月子の清武没後、襲爵手続きせず |
| 滋野井公寿 （しげのい きんひさ）     | 伯爵 | 公家 | 閑院流嫡流三条支流180石            | 明治17年7月7日   | 甲府県知事等をつとめる。子実麗は大正2年1月27日に失爵。                   |
| 慈光寺有仲 （じこうじ ありなか）     | 子爵 | 公家 | 宇多源家五辻庶流30石3人扶持        | 明治17年7月8日   |                                                                          |
| 宍戸乙彦 （ししど おとひこ）         | 男爵 | 武家 | 長州藩家老・周防三丘領1万5000石    | 明治33年5月9日   | 一門家老                                                                 |
| 宍戸璣 （ししど たまき）             | 子爵 | 勲功 | 長門国                             | 明治20年5月24日  | 元老院議官などを歴任                                                     |
| 四条隆謌 （しじょう たかうた）       | 侯爵 | 公家 | 善勝寺流嫡流180石                  | 明治24年4月23日  | 明治17年7月7日伯爵→侯爵。七卿の一人。のち陸軍中将                        |
| 四条隆平 （しじょう たかとし）       | 男爵 | 公家 | 四条侯爵家別家                     | 明治31年7月20日  | 隆謌の弟、養子（廃嫡後分家）                                             |
| 七条信義 （しちじょう のぶのり）     | 子爵 | 公家 | 水無瀬家200石                      | 明治20年4月15日  | 華族令制定時、女戸主の為、信義の代に叙爵                                 |
| 幣原喜重郎 （しではら きじゅうろう） | 男爵 | 勲功 | 大阪府門真一番村豪農               | 大正9年9月7日    | 外務大臣・総理大臣を歴任                                                 |
| 品川弥二郎 （しながわ やじろう）     | 子爵 | 勲功 | 長州藩士足軽                       | 明治17年7月17日  | 幕末王事に尽力、のち内務大臣                                             |
| 斯波蕃 （しば しげる）               | 男爵 | 武家 | 加賀藩家老1万石                    | 明治33年5月9日   | 維新時に功あり叙爵 足利将軍家一門斯波家の末裔                            |
| 芝小路豊俊 （しばこうじ とよとし）   | 男爵 | 公家 | 勧修寺流芝山家分家50石             | 明治17年7月8日   |                                                                          |
| 芝亭愛古 （しばてい よしふる）       | 男爵 | 公家 | 閑院流西園寺家一門正親町家分家40石 | 明治18年5月2日   |                                                                          |
| 芝山祐豊 （しばやま すけとよ）       | 子爵 | 公家 | 勧修寺流勧修寺家分家100石          | 明治17年7月8日   |                                                                          |
| 柴山矢八 （しばやま やはち）         | 男爵 | 勲功 | 薩摩藩士                           | 明治40年9月21日  | 東郷平八郎の従兄弟、海軍大将に進み、日露戦争に功あり                     |
| 渋沢栄一 （しぶさわ えいいち）       | 子爵 | 勲功 | 武蔵国血洗島村                     | 大正9年9月4日    | 実業界で活躍。明治33年5月9日男爵→子爵                                    |
| 渋谷隆教 （しぶたに りゅうきょう）   | 男爵 | 僧家 | 浄土真宗仏光寺派管長               | 明治29年6月9日   |                                                                          |
| 島津珍彦 （しまづ うずひこ）         | 男爵 | 武家 | 薩摩藩一門・重富領1万4060石        | 明治22年3月2日   | 重富家、父は久光                                                         |
| 島津健之助 （しまづ けんのすけ）     | 男爵 | 武家 | 島津伯爵家分家                     | 明治42年12月20日 | 祖父の忠寛の勲功による                                                   |
| 島津貴暢 （しまづ たかみつ）         | 男爵 | 武家 | 薩摩藩一門・垂水領1万8000石        | 明治30年10月27日 |                                                                          |
| 島津忠亮 （しまづ ただあきら）       | 伯爵 | 武家 | 日向佐土原藩2万7000石              | 明治24年4月23日  | 父の忠寛は幕末王事に功。明治17年7月8日子爵→伯爵                          |
| 島津忠欽 （しまづ ただかた）         | 男爵 | 武家 | 薩摩藩一門今和泉家                 | 明治29年12月3日  | 久光の四男                                                               |
| 島津忠弘 （しまづ ただひろ）         | 男爵 | 武家 | 薩摩藩島津家分家                   | 明治28年9月26日  | 忠義の六男                                                               |
| 島津忠備 （しまづ ただみつ）         | 男爵 | 武家 | 薩摩藩島津家分家                   | 明治26年3月7日   | 忠義の五男                                                               |
| 島津忠義 （しまづ ただよし）         | 公爵 | 武家 | 薩摩鹿児島藩77万800石              | 明治17年7月7日   | 父・久光と共に王政復古に主動的役割を果たす                               |
| 島津長丸 （しまづ ながまる）         | 男爵 | 武家 | 薩摩藩家老・宮之城領1万7000石      | 明治30年10月27日 | 宮之城家 父・久治の戊辰時の功による                                      |
| 島津隼彦 （しまづ はやひこ）         | 男爵 | 武家 | 薩摩藩一門・出水領1万5000石        | 明治33年5月9日   | 今和泉家                                                                 |
| 島津久明 （しまづ ひさあき）         | 男爵 | 武家 | 薩摩藩一門・日置1万7700石          | 明治33年5月9日   | 父・久徴の戊辰時の功による 島津歳久の後裔                                |
| 島津久家 （しまづ ひさいえ）         | 男爵 | 武家 | 薩摩藩一門・日向都城領3万9716石    | 明治24年12月28日 | 養父・久寛の勲功による                                                   |
| 島津久光 （しまづ ひさみつ）         | 公爵 | 武家 | 薩摩藩一門                         | 明治17年7月7日   | 玉里島津家、島津家の別家で久光は斉彬の異母弟、忠義の実父                 |
| 島津久賢 （しまづ ひさよし）         | 男爵 | 武家 | 薩摩藩一門・加治木領1万石          | 明治30年10月27日 | 養父・久宝は戊辰に功あり。貴族院男爵議員。                               |
| 島村速雄 （しまむら はやお）         | 男爵 | 勲功 | 土佐国                             | 大正5年7月14日   | 第一次世界大戦の功により叙爵                                             |
| 清水資治 （しみず すけはる）         | 男爵 | 武家 | 長州藩家老2600石                   | 明治33年5月9日   | 戦国武将・清水宗治の末裔。義父親春の功による。貴族院男爵議員             |
| 清水谷実英 （しみずだに さねあきら） | 伯爵 | 公家 | 閑院流西園寺家庶流200石            | 明治17年7月7日   | 父の公考は箱館知事・旧幕軍の追討に功                                     |
| 持明院基哲 （じみょういん もとあき） | 子爵 | 公家 | 松木庶流200石                      | 明治17年7月8日   | 殿掌・貴族院子爵議員                                                     |
| 尚泰 （しょう たい）                 | 侯爵 | 武家 | 琉球王                             | 明治18年5月2日   | 琉球王国王家の家系                                                       |
| 尚寅 （しょう いん）                 | 男爵 | 武家 | 尚侯爵家分家                       | 明治29年6月30日  | 泰の二男                                                                 |
| 尚順 （しょう じゅん）               | 男爵 | 武家 | 尚侯爵家分家                       | 明治29年6月30日  | 泰の四男                                                                 |
| 勝田四方蔵 （しょうだ よもぞう）     | 男爵 | 勲功 | 長門国                             | 明治40年9月21日  | 陸軍中将・日露戦争に功                                                   |
| 白川資訓 （しらかわ すけのり）       | 子爵 | 公家 | 白川伯王家200石                    | 明治17年7月8日   | 神祇伯、神祇大副、大掌典等を歴任し宮中祭祀に携わる。                     |
| 白川義則 （しらかわ よしのり）       | 男爵 | 勲功 | 伊豫松山藩士                       | 昭和7年5月23日   | 陸軍大将。第一次上海事変に功あり叙爵                                     |
| 白根専一 （しらね せんいち）         | 男爵 | 勲功 | 長門国                             | 明治30年2月7日   | 逓信大臣等を歴任。その功で叙爵                                           |
| 新庄直陳 （しんじょう なおのぶ）     | 子爵 | 武家 | 常陸麻生藩1万石                    | 明治17年7月8日   | 貴族院子爵議員                                                           |

### す
| 叙爵者（名前の読み）             | 爵位 | 種別 | 出自・出身         | 叙爵日           | 備考                                                                  |
| -------------------------------- | ---- | ---- | ------------------ | ---------------- | --------------------------------------------------------------------- |
| 末松謙澄 （すえまつ けんちょう） | 子爵 | 勲功 | 豊前国前田村大庄屋 | 明治40年9月23日  | 明治28年10月男爵→子爵。内務大臣等を歴任                               |
| 杉孫七郎 （すぎ まごしちろう）   | 子爵 | 勲功 | 長門国             | 明治20年5月9日   | 維新時に功をなし、秋田県令等を歴任                                    |
| 杉渓言長 （すぎたに ときなが）   | 男爵 | 公家 | 四条流山科支流50石 | 明治17年7月8日   | 貴族院男爵議員                                                        |
| 鈴木大亮 （すずき だいすけ）     | 男爵 | 勲功 | 陸奥国             | 明治28年10月31日 | 日清戦争の功により叙爵                                                |
| 鈴木貫太郎 （すずき かんたろう） | 男爵 | 勲功 | 下総関宿藩士       | 昭和11年11月20日 | 海軍大将・侍従長等を歴任                                              |
| 周布公平 （すふ こうへい）       | 男爵 | 勲功 | 長州藩士68石       | 明治41年5月8日   | 父の政之助と公平の功により叙爵                                        |
| 住友友純 （すみとも ともいと）   | 男爵 | 勲功 | 大阪府             | 明治44年8月25日  | 住友財閥当主。産業の発展に尽くした功。昭和21年5月に子友成は爵位を返上 |
| 諏訪忠誠 （すわ ただまさ）       | 子爵 | 武家 | 信濃諏訪藩3万石    | 明治17年7月8日   |                                                                       |

### せ
| 叙爵者（名前の読み）               | 爵位 | 種別 | 出自・出身                    | 叙爵日          | 備考                                 |
| ---------------------------------- | ---- | ---- | ----------------------------- | --------------- | ------------------------------------ |
| 清閑寺盛房 （せいかんじ もりふさ） | 伯爵 | 公家 | 勧修寺流嫡流甘露寺家分家180石 | 明治17年7月7日  |                                      |
| 関博直 （せき ひろなお）           | 子爵 | 武家 | 備中新見藩1万800石            | 明治17年7月8日  | 貴族院子爵議員                       |
| 関義臣 （せき よしおみ）           | 男爵 | 勲功 | 越前福井藩士                  | 明治40年9月23日 | 日露戦争の功により叙爵               |
| 千家尊福 （せんげ たかとみ）       | 男爵 | 神官 | 出雲大社宮司、出雲国造家      | 明治17年7月8日  | 叙爵ののち、元老院議官等を歴任       |
| 仙石政固 （せんごく まさかた）     | 子爵 | 武家 | 但馬出石藩3万石               | 明治17年7月8日  | 貴族院子爵議員                       |
| 千秋季隆 （せんしゅう すえたか）   | 男爵 | 神官 | 千秋家、熱田神宮大宮司        | 明治17年7月8日  | 貴族院男爵議員・学習院教授           |
| 千田貞暁 （せんだ さだあき）       | 男爵 | 勲功 | 薩摩藩士                      | 明治31年2月26日 | 維新時に功あり、のち各府県知事を歴任 |

### そ
| 叙爵者（名前の読み）           | 爵位 | 種別 | 出自                            | 叙爵日          | 備考                                   |
| ------------------------------ | ---- | ---- | ------------------------------- | --------------- | -------------------------------------- |
| 宗重正 （そう しげまさ）       | 伯爵 | 武家 | 対馬厳原藩5万2170石             | 明治17年7月8日  |                                        |
| 相馬誠胤 （そうま ともたね）   | 子爵 | 武家 | 陸奥中村藩6万石                 | 明治17年7月8日  | 三笠宮家をはじめ財政界に閨閥           |
| 副島種臣 （そえじま たねおみ） | 伯爵 | 勲功 | 肥前佐賀藩士藩校教授            | 明治17年7月17日 | 維新後参議                             |
| 曾我祐準 （そが すけのり）     | 子爵 | 勲功 | 福岡県                          | 明治17年7月7日  | 陸軍中将・東宮大夫・枢密顧問官を歴任   |
| 曾禰荒助 （そね あらすけ）     | 子爵 | 勲功 | 長州藩一門家老宍戸家一門        | 明治40年9月21日 | 日英同盟に功。明治35年2月27日男爵→子爵 |
| 園基祥 （その もとさち）       | 伯爵 | 公家 | 中御門庶流持明院家支流186石     | 明治17年7月7日  |                                        |
| 園池公静 （そのいけ きんしず） | 子爵 | 公家 | 閑院流正親町三条庶流30石3人扶持 | 明治17年7月8日  | 第一次奈良県知事・侍従を歴任           |
| 園田孝吉 （そのだ こうきち）   | 男爵 | 勲功 | 鹿児島県                        | 大正7年11月26日 | 第十五銀行頭取など、実業界で貢献       |
| 園田安賢 （そのだ やすかた）   | 男爵 | 勲功 | 薩摩国                          | 明治29年6月5日  | 維新に功あり、のち警視総監に進む       |

## た行

### た
| 叙爵者（名前の読み）               | 爵位 | 種別 | 出自・出身                                | 叙爵日           | 備考                                                             |
| ---------------------------------- | ---- | ---- | ----------------------------------------- | ---------------- | ---------------------------------------------------------------- |
| 醍醐忠順 （だいご ただおさ）       | 侯爵 | 公家 | 九条流摂関家一条家支流312石               | 明治17年7月7日   |                                                                  |
| 高丘紀季 （たかおか おさすえ）     | 子爵 | 公家 | 藤原南家藪庶流30石3人扶持                 | 明治17年7月8日   | 最後の子爵高丘季昭は実業家となる。                               |
| 高木正善 （たかぎ まさよし）       | 子爵 | 武家 | 河内丹南藩1万石                           | 明治17年7月8日   |                                                                  |
| 高木兼寛 （たかぎ かねひろ）       | 男爵 | 勲功 | 薩摩藩士                                  | 明治38年3月3日   | 海軍医として功あり。海軍軍医総監等を歴任                         |
| 高倉永則 （たかくら ながつね）     | 子爵 | 公家 | 藤原北家長良流嫡流150石                   | 明治17年7月8日   | 陸軍歩兵大佐・貴族院子爵議員                                     |
| 高崎正風 （たかさき まさかぜ）     | 男爵 | 勲功 | 薩摩藩士                                  | 明治20年5月24日  | 維新の功。歌人、國學院院長、枢密顧問官。                         |
| 高崎五六 （たかさき ごろく）       | 男爵 | 勲功 | 薩摩藩士                                  | 明治20年5月24日  | 元老院議官、東京府知事。                                         |
| 高島鞆之助 （たかしま とものすけ） | 子爵 | 勲功 | 薩摩藩士                                  | 明治17年7月8日   | 陸軍中将に進む。陸軍大臣・拓殖務大臣・枢密顧問官等を歴任。       |
| 高千穂宣麿 （たかちほ のぶまろ）   | 男爵 | 神官 | 英彦山神社座主                            | 明治17年7月8日   | 実父は徳大寺実則。                                               |
| 鷹司信熙 （たかつかさ のぶひろ）   | 男爵 | 公家 | 鷹司公爵家分家                            | 明治38年12月23日 | 陸軍砲兵大佐                                                     |
| 鷹司熙通 （たかつかさ ひろみち）   | 公爵 | 公家 | 近衛流摂関家1500石                        | 明治17年7月7日   | 陸軍少将・侍従長・貴族院議員                                     |
| 高辻修長 （たかつじ おさなが）     | 子爵 | 公家 | 菅原氏嫡流200石                           | 明治17年7月8日   |                                                                  |
| 高野保建 （たかの やすたけ）       | 子爵 | 公家 | 中御門庶流持明院家支流150石               | 明治17年7月8日   | 養孫宗順が大正元年12月16日失爵                                   |
| 高橋是清 （たかはし これきよ）     | 子爵 | 勲功 | 仙台藩士足軽                              | 大正9年9月7日    | 大蔵大臣・総理大臣等を歴任 明治40年9月23日男爵→子爵              |
| 高橋新吉 （たかはし しんきち）     | 男爵 | 勲功 | 薩摩藩士                                  | 大正7年11月26日  | 農商務省商務局長・貴族院議員・日本勧業銀行総裁                   |
| 高平小五郎 （たかひら こごろう）   | 男爵 | 勲功 | 陸奥国                                    | 明治40年11月4日  | 日露戦争の講和全権委員                                           |
| 高松実村 （たかまつ さねむら）     | 子爵 | 公家 | 閑院流三条西庶流武者小路家分家30石3人扶持 | 明治17年7月8日   |                                                                  |
| 滝脇信敏 （たきわき のぶとし）     | 子爵 | 武家 | 上総桜井藩1万石                           | 明治17年7月8日   | 滝脇松平家                                                       |
| 多久乾一郎 （たく けんいちろう）   | 男爵 | 武家 | 佐賀藩家老1万石                           | 明治30年10月27日 | 東宮侍従・式部官                                                 |
| 武井守正 （たけい もりまさ）       | 男爵 | 勲功 | 兵庫県                                    | 明治40年9月23日  | 鳥取県知事・石川県知事。のち枢密顧問官                           |
| 竹内治則 （たけうち はるのり）     | 子爵 | 公家 | 清和源氏187石                             | 明治17年7月8日   |                                                                  |
| 竹園康長 （たけぞの みちなが）     | 男爵 | 公家 | 勧修寺流嫡流甘露寺支流50石                | 明治17年7月8日   | 明治32年8月爵位返上                                              |
| 竹腰正己 （たけのこし まさわれ）   | 男爵 | 武家 | 美濃今尾藩3万石                           | 明治17年7月8日   | 尾張徳川家附家老。貴族院男爵議員                                 |
| 建部秀隆 （たけべ ひでたか）       | 子爵 | 武家 | 播磨林田藩1万2000石                       | 明治17年7月8日   |                                                                  |
| 竹屋光昭 （たけや みつあき）       | 子爵 | 公家 | 日野流広橋家分家180石                     | 明治17年7月8日   |                                                                  |
| 田尻稲次郎 （たじり いなじろう）   | 子爵 | 勲功 | 薩摩国                                    | 明治40年9月23日  | 大蔵次官・会計検査院長を歴任 明治28年10月31日男爵→子爵           |
| 立花寛治 （たちばな ともはる）     | 伯爵 | 武家 | 筑後柳河藩11万9600石                      | 明治17年7月7日   | 農事試験場を設置して地域の農業振興に貢献。貴族院伯爵議員。       |
| 立花種恭 （たちばな たねゆき）     | 子爵 | 武家 | 筑後三池藩1万石                           | 明治17年7月8日   |                                                                  |
| 立花小一郎 （たちばな こいちろう） | 男爵 | 勲功 | 福岡県                                    | 大正12年10月16日 | 陸軍大将。のち関東軍指揮官                                       |
| 龍田徳彦 （たつた のりひこ）       | 伯爵 | 皇族 | 久邇宮家                                  | 昭和18年6月7日   | 久邇宮多嘉王の三男、臣籍降下                                     |
| 立見尚文 （たつみ なおふみ）       | 子爵 | 勲功 | 伊勢桑名藩士小姓                          | 明治40年10月2日  | 陸軍大将 明治28年8月20日男爵。父の功績により子息豊丸が子爵に陞爵 |
| 伊達邦成 （だて くにしげ）         | 男爵 | 武家 | 仙台藩一門・亘理城主2万3000石             | 明治25年10月15日 | 亘理伊達氏 北海道開拓の功による                                  |
| 伊達正人 （だて まさと）           | 男爵 | 武家 | 仙台藩一門・岩出山城主1万4600石           | 明治25年10月15日 | 岩出山伊達氏 祖父・邦直の北海道開拓の功による                    |
| 伊達宗敦 （だて むねあつ）         | 男爵 | 武家 | 仙台伊達家分家                            | 明治22年5月11日  | 宇和島藩主伊達宗城の二男、宗家廃嫡                               |
| 伊達宗徳 （だて むねえ）           | 侯爵 | 武家 | 伊予宇和島藩10万石                        | 明治24年4月23日  | 伊達伯爵家分家 明治17年7月7日伯爵→侯爵                           |
| 伊達宗定 （だて むねさだ）         | 子爵 | 武家 | 伊予吉田藩3万石                           | 明治17年7月8日   |                                                                  |
| 伊達宗倫 （だて むねとも）         | 男爵 | 武家 | 宇和島伊達家分家                          | 明治25年5月30日  | 宇和島藩主伊達宗城の七男                                         |
| 伊達宗基 （だて むねもと）         | 伯爵 | 武家 | 陸奥仙台藩62万6000石                      | 明治17年7月7日   |                                                                  |
| 田中義一 （たなか ぎいち）         | 男爵 | 勲功 | 長州藩士                                  | 大正9年9月7日    | 陸軍大臣・内閣総理大臣等を歴任                                   |
| 田中不二麿 （たなか ふじまろ）     | 子爵 | 勲功 | 尾張藩士                                  | 明治20年5月9日   | 司法大臣・フランス公使等を歴任                                   |
| 田中光顕 （たなか みつあき）       | 伯爵 | 勲功 | 土佐藩家老深尾家臣                        | 明治40年9月23日  | 明治20年5月9日子爵→伯爵。昭和21年5月孫光素は爵位返上             |
| 田中芳男 （たなか よしお）         | 男爵 | 勲功 | 信濃国                                    | 大正4年12月1日   | 農務局長・元老院議官等を歴任                                     |
| 谷干城 （たに たてき）             | 子爵 | 勲功 | 土佐藩士                                  | 明治17年7月7日   | 陸軍士官学校長・学習院長等を歴任                                 |
| 谷寿衛 （たに としえ）             | 子爵 | 武家 | 丹波山家藩1万2000石                       | 明治17年7月8日   |                                                                  |
| 田沼望 （たぬま のぞみ）           | 子爵 | 武家 | 上総小久保藩1万石                         | 明治17年7月8日   | 貴族院子爵議員。子の正は大正9年6月15日失爵。                     |
| 種子島守時 （たねがしま もりとき） | 男爵 | 武家 | 薩摩藩家老・大隅種子島領1万1000石         | 明治33年5月9日   | 戦国大名・種子島時尭の後裔                                       |
| 玉松真幸 （たままつ まさき）       | 男爵 | 公家 | 閑院流山本家支流30石3人扶持               | 明治17年7月8日   | 養父真弘は岩倉具視の側近として王政復古に功                       |
| 田宮鈴太郎 （たみや すずたろう）   | 男爵 | 勲功 | 尾張国                                    | 明治30年10月27日 | 祖父篤輝は徳川慶勝の側近として王政復古に功                       |
| 田村邦栄 （たむら くによし）       | 子爵 | 武家 | 陸奥一関藩3万石                           | 明治17年7月8日   | 伊達伯爵家一門 征夷大将軍・坂上田村麻呂の後裔                    |
| 團琢磨 （だん たくま）             | 男爵 | 勲功 | 筑前福岡藩士                              | 昭和3年11月10日  | 三井合名会社理事長。孫の伊玖磨は作曲家として有名                 |

### ち
| 叙爵者（名前の読み）             | 爵位 | 種別 | 出自・出身              | 叙爵日         | 備考                                                               |
| -------------------------------- | ---- | ---- | ----------------------- | -------------- | ------------------------------------------------------------------ |
| 千種有任 （ちくさ ありとう）     | 子爵 | 公家 | 村上源氏岩倉家庶流150石 | 明治17年7月8日 |                                                                    |
| 長克連 （ちょう かつつら）       | 男爵 | 武家 | 加賀藩家老3万3000石     | 明治33年5月9日 | 織田信長家臣長連龍の後裔                                           |
| 調所広丈 （ちょうしょ ひろたけ） | 男爵 | 勲功 | 薩摩藩士                | 明治33年5月9日 | 高知県知事等を歴任。実父は調所広郷。姓の読みを"ずしょ"から改める。 |
| 珍田捨巳 （ちんだ すてみ）       | 伯爵 | 勲功 | 陸奥国                  | 大正9年9月7日  | 明治40年9月21日男爵→子爵→伯爵                                      |

### つ
| 叙爵者（名前の読み）               | 爵位 | 種別 | 出自                            | 叙爵日           | 備考                                                    |
| ---------------------------------- | ---- | ---- | ------------------------------- | ---------------- | ------------------------------------------------------- |
| 塚本勝嘉 （つかもと かつよし）     | 男爵 | 勲功 | 大垣藩士                        | 明治40年9月21日  | 陸軍中将に進み、西南・日清・日露戦争の功により叙爵      |
| 津軽承昭 （つがる つぐあきら）     | 伯爵 | 武家 | 陸奥弘前藩10万石                | 明治17年7月7日   | 常陸宮正仁親王妃華子の生家                              |
| 津軽承叙 （つがる つぐみち）       | 子爵 | 武家 | 陸奥黒石藩1万石                 | 明治17年7月8日   |                                                         |
| 津軽楢麿 （つがる ならまろ）       | 男爵 | 武家 | 津軽伯爵家分家                  | 明治22年1月29日  | 承昭の二男                                              |
| 筑波藤麿 （つくば ふじまろ）       | 侯爵 | 皇族 | 山階宮家                        | 昭和3年7月20日   | 山階宮菊麿王の三男。臣籍降下                            |
| 辻維岳 （つじ いがく）             | 男爵 | 勲功 | 安芸広島藩士                    | 明治23年6月27日  | 王政復古に功。大津県知事などを歴任                      |
| 辻新次 （つじ しんじ）             | 男爵 | 勲功 | 信濃松本藩士                    | 明治41年12月12日 | 文部次官・帝国教育会長を歴任                            |
| 津田真道 （つだ まみち）           | 男爵 | 勲功 | 備前岡山藩士                    | 明治33年5月9日   |                                                         |
| 土御門晴栄 （つちみかど はれなが） | 子爵 | 公家 | 安倍氏嫡流183石                 | 明治17年7月8日   | 陰陽師安倍晴明の末裔                                    |
| 土屋挙直 （つちや しげなお）       | 子爵 | 武家 | 常陸土浦藩9万5000石             | 明治17年7月8日   |                                                         |
| 土屋光春 （つちや みつはる）       | 男爵 | 勲功 | 三河岡崎藩士                    | 明治40年9月21日  | 日清・日露戦争で旅団長・師団長を歴任                    |
| 都筑馨六 （つづき けいろく）       | 男爵 | 勲功 | 伊予国西条藩                    | 明治41年8月3日   | 枢密院書記官長をつとめる                                |
| 堤功長 （つつみ いさなが）         | 子爵 | 公家 | 勧修寺流甘露寺家分家30石3人扶持 | 明治17年7月8日   | 貴族院子爵議員                                          |
| 堤正誼 （つつみ まさよし）         | 男爵 | 勲功 | 越前国                          | 明治33年5月9日   | 禁門の変・戊辰戦争で功                                  |
| 角田武雄 （つのだ たけお）         | 男爵 | 勲功 | 陸奥国                          | 明治40年10月2日  | 父秀松の功により叙爵                                    |
| 坪井航三 （つぼい こうぞう）       | 男爵 | 勲功 | 長州藩士                        | 明治28年8月20日  | 海軍中将に進む。昭和3年10月子九八郎没後に襲爵手続きせず |
| 津守国美 （つもり くによし）       | 男爵 | 神官 | 住吉大社宮司津守氏              | 明治17年7月8日   |                                                         |
| 靏殿忠善 （つるどの ただよし）     | 男爵 | 公家 | 九条流摂関家分家                | 明治22年12月18日 | 貴族院男爵議員。家名の「靏」を「鶴」と改めた。          |

### て
| 叙爵者（名前の読み）           | 爵位 | 種別 | 出自                         | 叙爵日          | 備考                                                                 |
| ------------------------------ | ---- | ---- | ---------------------------- | --------------- | -------------------------------------------------------------------- |
| 寺内正毅 （てらうち まさたけ） | 伯爵 | 勲功 | 長州藩士                     | 明治44年4月21日 | 明治40年9月21日子爵→伯爵。日露戦争時の陸軍大臣                       |
| 寺島宗則 （てらしま むねのり） | 伯爵 | 勲功 | 薩摩国出水郡出水郷脇本村郷士 | 明治17年7月7日  | 維新後の外交交渉に尽力                                               |
| 寺島秋介 （てらしま あきすけ） | 男爵 | 勲功 | 長州藩士・周防国             | 明治29年6月5日  | 戊辰戦争時、奥羽追討参謀として功。元老院議官・貴族院勅選議員を歴任。 |
| 出羽重遠 （でわ しげとう）     | 男爵 | 勲功 | 陸奥会津藩士                 | 明治40年9月21日 | 日露戦争時、第一艦隊司令官として功                                   |
| 田健治郎 （でん けんじろう）   | 男爵 | 勲功 | 丹波国氷上郡                 | 明治40年9月21日 | 逓信大臣・司法大臣等を歴任                                           |

### と
| 叙爵者（名前の読み）                 | 爵位 | 種別 | 出自                              | 叙爵日           | 備考 |
| ------------------------------------ | ---- | ---- | --------------------------------- | ---------------- | --- |
| 土井忠直 （どい ただなお）           | 子爵 | 武家 | 三河刈谷藩2万3000石               | 明治17年7月8日   | |
| 土井利恒 （どい としつね）           | 子爵 | 武家 | 越前大野藩4万石                   | 明治17年7月8日   | |
| 土井利与 （どい としとも）           | 子爵 | 武家 | 下総古河藩8万石                   | 明治17年7月8日   | |
| 東胤城 （とう たねき）               | 子爵 | 武家 | 和泉吉見藩1万2000石               | 明治17年7月8日   | 明治11年（1878年）、元の姓である遠藤を旧姓東氏に改姓                                                     |
| 東郷平八郎 （とうごう へいはちろう） | 侯爵 | 勲功 | 薩摩藩士                          | 昭和9年5月29日   | 連合艦隊司令長官 明治40年9月21日伯爵→侯爵                                                                |
| 東郷安 （とうごう やすし）           | 男爵 | 勲功 | 越前国福井藩士                    | 明治40年10月2日  | 父正路の日露戦争の功により叙爵。貴族院男爵議員                                                           |
| 藤堂高潔 （とうどう たかきよ）       | 伯爵 | 武家 | 伊勢安濃津藩32万3950石            | 明治17年7月7日   | |
| 藤堂高義 （とうどう たかのり）       | 子爵 | 武家 | 伊勢久居藩5万3000石               | 明治17年7月8日   | |
| 藤堂高成 （とうどう たかしげ）       | 男爵 | 武家 | 安野津藩家老・伊賀名張領1万5000石 | 明治39年9月17日  | |
| 遠山友悌 （とおやま ともやす）       | 子爵 | 武家 | 美濃苗木藩1万21石                 | 明治17年7月8日   | |
| 土岐頼知 （とき よりおき）           | 子爵 | 武家 | 上野沼田藩3万5000石               | 明治17年7月8日   | 美濃源氏嫡流美濃守護土岐氏の後裔                                                                         |
| 常磐井堯熙 （ときわい ぎょうき）     | 男爵 | 僧家 | 真宗高田派管長                    | 明治29年6月9日   | 父は近衛忠煕                                                                                             |
| 徳川厚 （とくがわ あつし）           | 男爵 | 武家 | 徳川宗家分家                      | 明治17年7月8日   | 徳川慶喜四男。貴族院男爵議員                                                                             |
| 徳川篤守 （とくがわ あつもり）       | 伯爵 | 武家 | 清水徳川家10万石                  | 明治17年7月7日   | 明治32年4月爵位返上。後に嫡男・好敏が本人の勲功で男爵となる。                                            |
| 徳川篤敬 （とくがわ あつよし）       | 公爵 | 武家 | 常陸水戸藩35万石                  | 昭和4年11月18日  | 水戸徳川家 明治17年7月7日侯爵→公爵                                                                       |
| 徳川家達 （とくがわ いえさと）       | 公爵 | 武家 | 駿河静岡藩70万石                  | 明治17年7月7日   | 徳川宗家、貴族院議長                                                                                     |
| 徳川達孝 （とくがわ さとたか）       | 伯爵 | 武家 | 田安徳川家10万石                  | 明治17年7月7日   | |
| 徳川達道 （とくがわ さとみち）       | 伯爵 | 武家 | 一橋徳川家10万石                  | 明治17年7月7日   | |
| 徳川武定 （とくがわ たけさだ）       | 子爵 | 武家 | 水戸徳川家分家                    | 明治25年5月3日   | 昭武二男、海軍技術中将。                                                                                 |
| 徳川誠 （とくがわ まこと）           | 男爵 | 武家 | 別家徳川慶喜公爵家分家            | 大正2年11月5日   | 慶喜の九男                                                                                               |
| 徳川茂承 （とくがわ もちつぐ）       | 侯爵 | 武家 | 紀伊和歌山藩55万5000石            | 明治17年7月7日   | 紀州徳川家                                                                                               |
| 徳川義礼 （とくがわ よしあきら）     | 侯爵 | 武家 | 尾張名古屋藩61万9500石            | 明治17年7月7日   | 尾張徳川家                                                                                               |
| 徳川義恕 （とくがわ よしくみ）       | 男爵 | 武家 | 尾張徳川家分家                    | 明治21年6月23日  | |
| 徳川好敏 （とくがわ よしとし）       | 男爵 | 勲功 | 日本陸軍航空兵分野確立の功労      | 昭和3年11月10日  | 清水徳川家（伯爵）の8代目だが、父の篤守のときに爵位返上となり、別途軍功により男爵。                      |
| 徳川慶喜 （とくがわ よしのぶ）       | 公爵 | 武家 | 徳川宗家別家                      | 明治35年6月3日   | 特旨により公爵を授けられる                                                                               |
| 徳大寺実則 （とくだいじ さねつね）   | 公爵 | 公家 | 閑院流410石                       | 明治44年4月21日  | 明治17年7月7日侯爵→公爵                                                                                  |
| 徳大寺則麿 （とくだいじ つねまろ）   | 男爵 | 公家 | 徳大寺公爵家分家                  | 大正2年11月5日   | |
| 土倉光三郎 （とくら みつざぶろう）   | 男爵 | 武家 | 岡山藩家老・市場領1万1000石       | 明治39年9月17日  | 養父正彦は維新で功労あり。                                                                               |
| 戸沢正実 （とざわ まさざね）         | 子爵 | 武家 | 出羽新庄藩6万8200石               | 明治17年7月8日   | |
| 戸田氏共 （とだ うじたか）           | 伯爵 | 武家 | 美濃大垣藩10万石                  | 明治17年7月7日   | 戊辰戦争で官軍の東山道先鋒をつとめた                                                                     |
| 戸田氏良 （とだ うじよし）           | 子爵 | 武家 | 美濃大垣新田・野村藩1万3099石     | 明治17年7月8日   | |
| 戸田忠友 （とだ ただとも）           | 子爵 | 武家 | 下野宇都宮藩7万7850石             | 明治17年7月8日   | |
| 戸田忠行 （とだ ただゆき）           | 子爵 | 武家 | 下野足利藩1万1000石               | 明治17年7月8日   | |
| 戸田忠義 （とだ ただよし）           | 子爵 | 武家 | 下野曾我野藩1万1139石             | 明治17年7月8日   | 貴族院子爵議員                                                                                           |
| 戸田康泰 （とだ やすひろ）           | 子爵 | 武家 | 信濃松本藩6万3000石               | 明治17年7月8日   | 戸田松平家                                                                                               |
| 外松孫太郎 （とまつ まごたろう）     | 男爵 | 勲功 | 紀州藩士                          | 明治40年9月21日  | 陸軍主計総監に進み、西南・日清・日露戦争の功により叙爵。 昭和20年2月、孫の昭二が襲爵手続を取らず爵位返上 |
| 富井政章 （とみい せいしょう）       | 男爵 | 勲功 | 京都聖護院宮侍                    | 大正15年10月28日 | 東京帝国大学法学科教授、同大学長                                                                         |
| 富岡敬明 （とみおか けいめい）       | 男爵 | 勲功 | 肥前国                            | 明治33年5月9日   | 諸県に勤務し、のち熊本県知事                                                                             |
| 富岡定恭 （とみおか さだやす）       | 男爵 | 勲功 | 信濃国松代藩士                    | 明治40年9月21日  | 海軍兵学校長などを歴任                                                                                   |
| 富小路敬直 （とみこうじ ひろなお）   | 子爵 | 公家 | 九条流摂関家二条家支流200石       | 明治17年7月8日   | |
| 外山光曁 （とやま みつとも）         | 子爵 | 公家 | 日野家庶流30石3人扶持             | 明治17年7月8日   | |
| 豊岡健資 （とよおか たけすけ）       | 子爵 | 公家 | 日野家庶流30石3人扶持             | 明治17年7月8日   | |
| 鳥居忠文 （とりい ただふみ）         | 子爵 | 武家 | 下野壬生藩3万石                   | 明治17年7月8日   | 鳥居元忠の後裔                                                                                           |
| 鳥尾小弥太 （とりお こやた）         | 子爵 | 勲功 | 長州藩士                          | 明治17年7月7日   | 大阪鎮台司令長官・陸軍中将                                                                               |

## な行

### な
| 叙爵者（名前の読み）                 | 爵位 | 種別 | 出自・出身                  | 叙爵日           | 備考                                                             |
| ------------------------------------ | ---- | ---- | --------------------------- | ---------------- | ---------------------------------------------------------------- |
| 内藤政潔 （ないとう まさきよ）       | 子爵 | 武家 | 陸奥湯長谷藩1万5000石       | 明治17年7月8日   |                                                                  |
| 内藤正愨 （ないとう まさなお）       | 子爵 | 武家 | 信濃岩村田藩1万5000石       | 明治17年7月8日   |                                                                  |
| 内藤政挙 （ないとう まさたか）       | 子爵 | 武家 | 日向延岡藩7万石             | 明治17年7月8日   |                                                                  |
| 内藤信任 （ないとう のぶとう）       | 子爵 | 武家 | 越後村上藩5万石             | 明治17年7月8日   |                                                                  |
| 内藤政共 （ないとう まさとも）       | 子爵 | 武家 | 三河挙母藩2万石             | 明治17年7月8日   | 海軍造船大技士・貴族院子爵議員                                   |
| 内藤弥三郎 （ないとう やさぶろう）   | 子爵 | 武家 | 信濃高遠藩3万2000石         | 明治17年7月8日   | 下屋敷・内藤新宿が「新宿」のルーツ                               |
| 永井尚服 （ながい なおこと）         | 子爵 | 武家 | 美濃加納藩3万2000石         | 明治17年7月8日   |                                                                  |
| 永井直哉 （ながい なおちか）         | 子爵 | 武家 | 大和櫛羅藩1万石             | 明治17年7月8日   |                                                                  |
| 永井直諒 （ながい なおまさ）         | 子爵 | 武家 | 摂津高槻藩3万6000石         | 明治17年7月8日   |                                                                  |
| 長尾顕慎 （ながお あきちか）         | 男爵 | 公家 | 勧修寺家庶流50石            | 明治17年7月8日   | 明治20年1月爵位返上                                              |
| 長岡護美 （ながおか もりよし）       | 子爵 | 武家 | 細川侯爵家分家長岡家一門    | 明治24年4月23日  | 明治17年7月8日男爵→子爵                                          |
| 中川久成 （なかがわ ひさなり）       | 伯爵 | 武家 | 豊後岡藩7万440石            | 明治17年7月7日   | 父の久昭は勤皇方として尽力                                       |
| 中川興長 （なかがわ おきなが）       | 男爵 | 公家 | 勧修寺嫡流甘露寺庶流50石    | 明治17年7月8日   | 興福寺五大院住職・貴族院男爵議員                                 |
| 中島信行 （なかじま のぶゆき）       | 男爵 | 勲功 | 土佐国高岡郡塚地村郷士      | 明治21年6月5日   | 幕末、坂本龍馬とともに海援隊を組織                               |
| 中島錫胤 （なかじま ますたね）       | 男爵 | 勲功 | 阿波国                      | 明治29年6月5日   | 華族一代論を主張し死後に襲爵手続きせず                           |
| 中園実受 （なかぞの さねしげ）       | 子爵 | 公家 | 藤原南家藪分家130石         | 明治17年7月8日   |                                                                  |
| 長谷信篤 （ながたに のぶあつ）       | 子爵 | 公家 | 桓武平氏高棟王流30石3人扶持 | 明治17年7月8日   |                                                                  |
| 中根己巳 （なかね きし）             | 男爵 | 勲功 | 越前国                      | 明治30年10月27日 | 祖父の師質（雪江）が公武合体を斡旋した功による                   |
| 中院通富 （なかのいん みちとよ）     | 伯爵 | 公家 | 村上源氏久我家庶流500石     | 明治17年7月7日   |                                                                  |
| 中御門経明 （なかのみかど つねあき） | 侯爵 | 公家 | 勧修寺庶流200石             | 明治21年1月17日  | 明治17年7月7日伯爵→侯爵 幕末、王政復古に尽力した父経之の功による |
| 中御門経隆 （なかのみかど つねたか） | 男爵 | 公家 | 中御門侯爵家分家            | 明治17年7月8日   | 海軍大尉・貴族院男爵議員                                         |
| 長松幹 （ながまつ つかさ）           | 男爵 | 勲功 | 長州藩士・周防国            | 明治29年6月5日   | 太政官歴史課長・修史局長、元老院議官、貴族院勅選議員を歴任       |
| 中溝徳太郎 （なかみぞ とくたろう）   | 男爵 | 勲功 | 肥前佐賀藩                  | 明治40年9月21日  | 海軍中将に進み、西南・日清戦争で功                               |
| 中牟田倉之助 （なかむた くらのすけ） | 子爵 | 勲功 | 肥前佐賀藩士海軍方助役      | 明治17年7月7日   | 東海鎮守司令官長等を歴任                                         |
| 中村覚 （なかむら さとる）           | 男爵 | 勲功 | 近江彦根藩士                | 明治40年9月21日  | 陸軍大将。侍従武官長等を歴任                                     |
| 中村雄次郎 （なかむら ゆうじろう）   | 男爵 | 勲功 | 伊勢国一志郡久居村          | 明治40年9月23日  |                                                                  |
| 中山忠能 （なかやま ただやす）       | 侯爵 | 公家 | 花山院家支流200石           | 明治17年7月7日   | 明治天皇の生母中山慶子の父                                       |
| 中山信実 （なかやま のぶさね）       | 男爵 | 武家 | 常陸松岡藩2万5000石         | 明治17年7月8日   | 水戸徳川家附家老                                                 |
| 永山武四郎 （ながやま たけしろう）   | 男爵 | 勲功 | 薩摩藩士                    | 明治28年12月4日  | 佐賀の乱・西南戦争で功。昭和20年2月孫敏行死後に襲爵手続きせず    |
| 永山盛輝 （ながやま もりてる）       | 男爵 | 勲功 | 薩摩藩士                    | 明治33年5月9日   | 筑摩県権令・新潟県令等を歴任                                     |
| 長与称吉 （ながよ しょうきち）       | 男爵 | 勲功 | 肥後大村藩漢方医            | 明治43年8月25日  |                                                                  |
| 長与又郎 （ながよ またろう）         | 男爵 | 勲功 | 東京神田                    | 昭和16年8月15日  | 東京帝国大学医学部長・同大学長、称吉の弟                         |
| 今帰仁朝敷 （なきじん ちょうふ）     | 男爵 | 武家 | 琉球王朝第二尚家分家        | 明治23年5月26日  |                                                                  |
| 梨羽時起 （なしは ときおき）         | 男爵 | 勲功 | 長州藩士                    | 明治40年9月21日  | 海軍中将に進み、日清・日露戦争で功                               |
| 鍋島直大 （なべしま なおひろ）       | 侯爵 | 武家 | 肥前佐賀藩35万7000石        | 明治17年7月7日   | 元老院議官等を歴任                                               |
| 鍋島直柔 （なべしま なおとう）       | 子爵 | 武家 | 肥前蓮池藩5万2600石         | 明治17年7月8日   |                                                                  |
| 鍋島直彬 （なべしま なおよし）       | 子爵 | 武家 | 肥前鹿島藩2万石             | 明治17年7月8日   | 孫の直紹は佐賀県知事を務めた                                     |
| 鍋島直虎 （なべしま なおとら）       | 子爵 | 武家 | 肥前小城藩7万3252石         | 明治17年7月8日   |                                                                  |
| 鍋島茂昌 （なべしま しげはる）       | 男爵 | 武家 | 佐賀藩家老・武雄領2万1600石 | 明治30年10月27日 | 武雄鍋島家、親類同格家老 戦国大名・龍造寺隆信の後裔              |
| 鍋島貞次郎 （なべしま ていじろう）   | 男爵 | 武家 | 鍋島侯爵家分家              | 大正8年1月9日    |                                                                  |
| 鍋島直明 （なべしま なおあきら）     | 男爵 | 武家 | 佐賀藩家老2万石             | 明治30年10月27日 | 祖父鍋島直暠の維新の功。陸軍少将・貴族院議員                     |
| 鍋島幹 （なべしま みき）             | 男爵 | 勲功 | 佐賀藩老                    | 明治28年10月31日 | 県知事・元老院議官・貴族院議員を歴任                             |
| 奈良武次 （なら たけじ）             | 男爵 | 勲功 | 下野国                      | 昭和8年4月25日   | 陸軍大将。侍従武官長等を歴任                                     |
| 奈良原繁 （ならはら しげる）         | 男爵 | 勲功 | 薩摩国                      | 明治29年6月5日   | 昭和19年7月子三次没後女戸主となり栄典喪失                        |
| 成瀬正肥 （なるせ まさみつ）         | 子爵 | 武家 | 尾張犬山藩3万5000石         | 明治24年4月23日  | 明治17年7月8日男爵→子爵 尾張徳川家附家老                         |
| 名和長恭 （なわ ながゆき）           | 男爵 | 勲功 | 名和神社宮司                | 明治17年7月8日   | 先祖名和氏の南朝への忠節により叙爵。                             |
| 難波宗美 （なんば むねよし）         | 子爵 | 公家 | 花山院流庶流300石           | 明治17年7月8日   |                                                                  |
| 南部利恭 （なんぶ としゆき）         | 伯爵 | 武家 | 陸奥盛岡藩20万石            | 明治17年7月7日   |                                                                  |
| 南部利克 （なんぶ としかつ）         | 子爵 | 武家 | 陸奥八戸藩2万石             | 明治17年7月8日   |                                                                  |
| 南部信方 （なんぶ のぶかた）         | 子爵 | 武家 | 陸奥七戸藩1万1384石         | 明治17年7月8日   |                                                                  |
| 南部甕男 （なんぶ みかお）           | 男爵 | 勲功 | 土佐国大野見村              | 明治29年6月5日   | 東京控訴院長ののち大審院長 奥州南部氏初代南部光行の末裔          |
| 南部行義 （なんぶ ゆきよし）         | 男爵 | 武家 | 盛岡藩家老・遠野領1万2700石 | 明治30年7月1日   |                                                                  |

### に
| 叙爵者（名前の読み）                   | 爵位 | 種別 | 出自・出身                  | 叙爵日          | 備考                                                                            |
| -------------------------------------- | ---- | ---- | --------------------------- | --------------- | ------------------------------------------------------------------------------- |
| 西寛二郎 （にし かんじろう）           | 子爵 | 勲功 | 薩摩藩士                    | 明治40年9月21日 | 明治28年8月30日男爵→子爵                                                        |
| 西周 （にし あまね）                   | 男爵 | 勲功 | 石見津和野藩御典医          | 明治30年1月29日 | 明治期の啓蒙的哲学者                                                            |
| 西徳二郎 （にし とくじろう）           | 男爵 | 勲功 | 薩摩藩士                    | 明治28年8月20日 |                                                                                 |
| 西五辻文仲 （にしいつつじ あやなか）   | 男爵 | 公家 | 宇多源氏五辻支流40石        | 明治17年7月8日  | 貴族院男爵議員                                                                  |
| 西尾忠篤 （にしお ただあつ）           | 子爵 | 武家 | 安房花房藩3万5000石         | 明治17年7月8日  |                                                                                 |
| 西大路隆修 （にしおおじ たかおさ）     | 子爵 | 公家 | 四条家支流100石             | 明治17年7月8日  |                                                                                 |
| 錦小路在明 （にしきのこうじ ありあき） | 子爵 | 公家 | 丹波氏30石3人扶持           | 明治31年3月24日 |                                                                                 |
| 錦織教久 （にしごり ゆきひさ）         | 子爵 | 公家 | 卜部氏萩原家分家30石        | 明治17年7月8日  | 貴族院子爵議員                                                                  |
| 西島助義 （にしじま すけよし）         | 男爵 | 勲功 | 長門国                      | 明治40年9月21日 | 陸軍中将に進み、佐賀の乱・日清・日露等の戦争で功                                |
| 西高辻信厳 （にしたかつじ のぶかね）   | 男爵 | 公家 | 菅原氏高辻支流              | 明治17年7月8日  |                                                                                 |
| 西洞院信愛 （にしとういん のぶなる）   | 子爵 | 公家 | 桓武平氏高棟王流273石       | 明治17年7月8日  |                                                                                 |
| 西村精一 （にしむら せいいち）         | 男爵 | 勲功 | 長門国                      | 明治40年9月21日 | 陸軍中将に進み、西南・日清・日露戦争で功                                        |
| 二条基弘 （にじょう もとひろ）         | 公爵 | 公家 | 九条流摂関家1708石          | 明治17年7月7日  |                                                                                 |
| 二条正麿 （にじょう おさまろ）         | 男爵 | 公家 | 二条公爵家分家              | 明治35年12月5日 | 貴族院男爵議員                                                                  |
| 西四辻公業 （にしよつつじ きみなり）   | 子爵 | 公家 | 閑院流四辻支流30石3人扶持   | 明治17年7月8日  | 大阪府知事・侍従                                                                |
| 新田俊純 （にった としずみ）           | 男爵 | 勲功 | 上野国新田郡田嶋郷内120石   | 明治17年7月8日  | 交代寄合上野国新田郡新田庄内 清和源氏新田氏初代新田義重の末裔、新田氏嫡流       |
| 若王子遠文 （にゃくおうじ ふかや）     | 男爵 | 公家 | 四条流山科家支流30石3人扶持 | 明治17年7月8日  | 若王子住職・貴族院男爵議員                                                      |
| 仁礼景範 （にれ かげのり）             | 子爵 | 勲功 | 薩摩藩士                    | 明治17年7月7日  | 海軍中将に進み、西南戦争・海軍創設で功。昭和20年1月孫景嘉戦死後に襲爵手続きせず |
| 丹羽氏厚 （にわ うじひろ）             | 子爵 | 武家 | 播磨三草藩1万石             | 明治17年7月8日  | 二本松丹羽家と別系統。昭和15年12月子氏郷没後女戸主となり栄典喪失                |
| 丹羽長裕 （にわ ながひろ）             | 子爵 | 武家 | 陸奥代二本松藩10万700石     | 明治17年7月8日  | 戦国武将・丹羽長秀の後裔                                                        |
| 庭田重直 （にわた しげなお）           | 伯爵 | 公家 | 宇多源氏350石               | 明治17年7月7日  |                                                                                 |

### の
| 叙爵者（名前の読み）         | 爵位 | 種別 | 出自・出身        | 叙爵日          | 備考                                         |
| ---------------------------- | ---- | ---- | ----------------- | --------------- | -------------------------------------------- |
| 乃木希典 （のぎ まれすけ）   | 伯爵 | 勲功 | 長府藩士          | 明治40年9月21日 | 明治28年8月20日男爵→伯爵、明治天皇に殉死     |
| 乃木元智 （のぎ もとさと）   | 伯爵 | 勲功 | 長府藩主一門      | 大正4年9月13日  | 乃木希典家再興。昭和9年9月爵位返上           |
| 野崎貞澄 （のざき さだずみ） | 男爵 | 勲功 | 薩摩国            | 明治20年5月24日 | 陸軍中将に進み、戊辰・西南戦争で功           |
| 野津道貫 （のづ みちつら）   | 侯爵 | 勲功 | 薩摩藩士          | 明治40年9月21日 | 明治17年7月7日子爵→伯爵→侯爵                 |
| 野田豁通 （のだ ひろみち）   | 男爵 | 勲功 | 肥後国            | 明治28年8月20日 | 陸軍監督総監に進み、戊辰・西南・日清戦争で功 |
| 野宮定穀 （のみや さだよし） | 子爵 | 公家 | 花山院家分家150石 | 明治17年7月8日  | 貴族院子爵議員                               |
| 野村靖 （のむら やすし）     | 子爵 | 勲功 | 長州藩士          | 明治20年5月9日  | 逓信次官等を歴任後、逓信大臣                 |
| 野村維章 （のむら これあき） | 男爵 | 勲功 | 土佐国            | 明治33年5月9日  | 大阪・東京各控訴院検事長、明治維新の功       |
| 野村素介 （のむら もとすけ） | 男爵 | 勲功 | 長門国            | 明治33年5月9日  | 文部省に出仕し、教育行政に携わった           |

## は行

### は
| 叙爵者（名前の読み）             | 爵位 | 種別 | 出自・出身                | 叙爵日           | 備考                                                                   |
| -------------------------------- | ---- | ---- | ------------------------- | ---------------- | ---------------------------------------------------------------------- |
| 萩原員光 （はぎわら かずみつ）   | 子爵 | 公家 | 卜部氏1000石              | 明治17年7月8日   |                                                                        |
| 橋本実梁 （はしもと さねやな）   | 伯爵 | 公家 | 閑院流500石               | 明治17年7月7日   | 戊辰戦争で東海道鎮撫総督として軍功                                     |
| 橋本綱常 （はしもと つなつね）   | 子爵 | 勲功 | 越前福井藩士御書院番      | 明治40年9月29日  | 明治28年10月31日男爵→子爵 橋本左内の弟。陸軍軍医総監、東京帝国大学教授 |
| 橋元正明 （はしもと まさあき）   | 男爵 | 勲功 | 薩摩国                    | 明治40年9月21日  | 海軍中将に進み、西南・日清・日露戦争に出征して功                       |
| 長谷川好道 （はせがわ よしみち） | 伯爵 | 勲功 | 周防岩国藩士剣術師範      | 大正5年7月14日   | 明治28年8月20日男爵→明治40年9月21日、元帥・陸軍大将                    |
| 波多野敬直 （はたの よしなお）   | 子爵 | 勲功 | 肥前小城藩士              | 大正6年6月5日    | 明治40年9月21日男爵→子爵 戦国大名波多野氏の直系子孫。司法・宮内各大臣  |
| 八条隆吉 （はちじょう たかとみ） | 子爵 | 公家 | 善勝寺流櫛笥家分家150石   | 明治17年7月8日   |                                                                        |
| 蜂須賀茂韶 （はちすか もちあき） | 侯爵 | 武家 | 阿波徳島藩25万7900石      | 明治17年7月7日   | 昭和20年7月孫の正氏は爵位返上                                          |
| 花園公秊 （はなぞの きんとし）   | 子爵 | 公家 | 閑院流正親町三条支流150石 | 明治17年7月8日   | 名の2文字目は「季」の「子」の部分が「千」になった字                    |
| 華園沢称 （はなぞの たくしょう） | 男爵 | 僧家 | 浄土真宗興正派            | 明治29年6月9日   | 鷹司政通次男。                                                         |
| 花房義質 （はなぶさ よしもと）   | 子爵 | 勲功 | 備前国                    | 明治40年9月23日  | ロシア公使・宮内次官を歴任 明治29年6月5日男爵→子爵                     |
| 浜尾新 （はまお あらた）         | 子爵 | 勲功 | 但馬国豊岡藩士江戸詰      | 大正10年11月25日 | 東京帝国大学総長、文部大臣 明治40年9月23日男爵→子爵                    |
| 葉室長邦 （はむろ ながくに）     | 伯爵 | 公家 | 勧修寺流183石             | 明治17年7月7日   |                                                                        |
| 林権助 （はやし ごんすけ）       | 男爵 | 勲功 | 陸奥会津藩士大砲奉行      | 明治40年11月4日  | 韓国公使・清国公使を歴任                                               |
| 林董 （はやし ただす）           | 伯爵 | 勲功 | 下総佐倉藩蘭医            | 明治40年9月14日  | 明治28年10月31日男爵→子爵→伯爵。外務・逓信各大臣                       |
| 林忠弘 （はやし ただひろ）       | 男爵 | 武家 | 上総請西藩1万石           | 明治26年10月30日 | 父・忠崇は自ら脱藩して、奥羽越列藩同盟に参加したために改易処分         |
| 林友幸 （はやし ともゆき）       | 伯爵 | 勲功 | 長門国                    | 明治40年11月8日  | 明治20年5月9日子爵→伯爵。元老院議官・枢密顧問官・宮中顧問官歴任        |
| 原嘉道 （はら よしみち）         | 男爵 | 勲功 | 信濃須坂藩士足軽小頭      | 昭和19年8月7日   | 田中義一内閣の司法大臣、枢密院議長。日本最後の叙爵者                   |
| 原口兼済 （はらぐち けんさい）   | 男爵 | 勲功 | 豊後国                    | 明治40年9月21日  | 陸軍中将に進み、西南・日清・日露戦争に出征して功                       |
| 原田一道 （はらだ いちどう）     | 男爵 | 勲功 | 備中鴨方藩医              | 明治33年5月9日   | 陸軍少将に進み、兵器・軍律刑法研究の功                                 |

### ひ
| 叙爵者（名前の読み）                     | 爵位 | 種別 | 出自                          | 叙爵日           | 備考                                                                           |
| ---------------------------------------- | ---- | ---- | ----------------------------- | ---------------- | ------------------------------------------------------------------------------ |
| 東久世通禧 （ひがしくぜ みちとみ）       | 伯爵 | 公家 | 村上源氏久世家分家30石3人扶持 | 明治17年7月7日   | 七卿の一人。功により伯爵。維新後の新政府成立時の外交にあたった                 |
| 東久世秀雄 （ひがしくぜ ひでお）         | 男爵 | 公家 | 東久世伯爵家分家              | 明治30年12月6日  | 通禧の四男。内匠頭・貴族院男爵議員                                             |
| 東三条公美 （ひがしさんじょう きんよし） | 男爵 | 公家 | 三条公爵家分家                | 明治17年7月8日   | 公美は本家に復籍し公恭長男実敏が継承                                           |
| 東園基愛 （ひがしぞの もとなる）         | 子爵 | 公家 | 中御門庶流園家支流180石       | 明治17年7月8日   |                                                                                |
| 東伏見邦英 （ひがしふしみ くにひで）     | 伯爵 | 皇族 | 久邇宮家                      | 昭和6年4月4日    | 久邇宮邦彦王の三男、臣籍降下                                                   |
| 東坊城徳長 （ひがしぼうじょう よしなが） | 子爵 | 公家 | 菅原氏高辻家五条支流301石     | 明治17年7月8日   |                                                                                |
| 樋口誠康 （ひぐち なるやす）             | 子爵 | 公家 | 高倉家分家200石               | 明治17年7月8日   | 陸軍歩兵大尉・貴族院子爵議員                                                   |
| 久松定謨 （ひさまつ さだこと）           | 伯爵 | 武家 | 伊予松山藩15万石              | 明治17年7月7日   | 久松松平家 子の定武は、5期愛媛県知事をつとめた                                 |
| 久松勝慈 （ひさまつ かつなり）           | 子爵 | 武家 | 下総多古藩1万2000石           | 明治17年7月8日   | 久松松平家                                                                     |
| 久松定弘 （ひさまつ さだひろ）           | 子爵 | 武家 | 伊予今治藩3万5000石           | 明治17年7月8日   | 久松松平家、貴族院子爵議員                                                     |
| 土方雄志 （ひじかた かつゆき）           | 子爵 | 武家 | 伊勢菰野藩1万1000石           | 明治17年7月8日   |                                                                                |
| 土方久元 （ひじかた ひさもと）           | 伯爵 | 勲功 | 土佐藩上士                    | 明治28年10月7日  | 明治17年7月17日子爵→伯爵。宮内大臣をつとめた。昭和9年9月に孫の久敬は爵位を返上 |
| 日高壮之丞 （ひだか そうのじょう）       | 男爵 | 勲功 | 薩摩国                        | 明治40年9月21日  | 薩英戦争に功。昭和17年8月孫荘輔没後に爵位を返上                                |
| 一柳末徳 （ひとつやなぎ すえのり）       | 子爵 | 武家 | 播磨小野藩1万石               | 明治17年7月8日   |                                                                                |
| 一柳紹念 （ひとつやなぎ つぐむね）       | 子爵 | 武家 | 伊予小松藩1万石               | 明治17年7月8日   |                                                                                |
| 日野資秀 （ひの すけひで）               | 伯爵 | 公家 | 日野家嫡流1153石              | 明治17年7月7日   | 東宮侍従・貴族院伯爵議員                                                       |
| 日野西光善 （ひのにし みつよし）         | 子爵 | 公家 | 日野家広橋支流200石           | 明治17年7月8日   | 貴族院子爵議員・平安神宮宮司                                                   |
| 平賀譲 （ひらが ゆずる）                 | 男爵 | 勲功 | 広島県広島市                  | 昭和18年2月17日  | 海軍造船中将・東京帝国大学工学部長                                             |
| 平佐良蔵 （ひらさ りょうぞう）           | 男爵 | 勲功 | 長門国                        | 明治40年9月21日  | 陸軍中将に進み、戊辰・日清・日露戦争に出征して功                               |
| 平田東助 （ひらた とうすけ）             | 伯爵 | 勲功 | 出羽米沢藩医                  | 大正11年9月25日  | 明治35年2月27日男爵→子爵→伯爵                                                  |
| 平沼騏一郎 （ひらぬま きいちろう）       | 男爵 | 勲功 | 美作津山藩士                  | 大正15年10月28日 | 検事総長・司法大臣・総理大臣等を歴任。A級戦犯                                  |
| 平野長祥 （ひらの ながよし）             | 男爵 | 武家 | 大和田原本藩1万石             | 明治17年7月8日   | 貴族院男爵議員                                                                 |
| 平松時厚 （ひらまつ ときあつ）           | 子爵 | 公家 | 桓武平氏高棟王流200石         | 明治17年7月8日   | 新潟県令・元老院議官・貴族院議員等を歴任。                                     |
| 平山成信 （ひらやま せいしん）           | 男爵 | 勲功 | 東京都                        | 大正13年2月11日  |                                                                                |
| 広沢金次郎 （ひろさわ きんじろう）       | 伯爵 | 勲功 | 長門国                        | 明治17年7月7日   | 父、真臣は現職参議時に暗殺。 後に内閣総理大臣秘書官を務めた                    |
| 広橋賢光 （ひろはし まさみつ）           | 伯爵 | 公家 | 日野流広橋家850石             | 明治17年7月7日   | 明治維新後内務省に入った                                                       |
| 広幡忠礼 （ひろはた ただあや）           | 侯爵 | 公家 | 正親町源氏500石               | 明治17年7月7日   | 江戸時代の当主は代々近衛家の猶子                                               |

### ふ
| 叙爵者 （名前の読み）              | 爵位 | 種別 | 出自・出身                      | 叙爵日           | 備考                                                                        |
| ---------------------------------- | ---- | ---- | ------------------------------- | ---------------- | --------------------------------------------------------------------------- |
| 深尾重孝 （ふかお しげたか）       | 男爵 | 武家 | 土佐藩家老・佐川領1万石         | 明治39年9月17日  |                                                                             |
| 福岡孝弟 （ふくおか たかちか）     | 子爵 | 勲功 | 土佐藩家老                      | 明治17年7月7日   | 大政奉還を将軍慶喜に勧め、王政復古で参与                                    |
| 福島安正 （ふくしま やすまさ）     | 男爵 | 勲功 | 信濃松本藩士                    | 明治40年9月21日  | 西南・日清・日露戦争に出征                                                  |
| 福羽美静 （ふくば よししず）       | 子爵 | 勲功 | 石見津和野藩士                  | 明治20年5月9日   | 神道の制度確立に尽力                                                        |
| 福原俊丸 （ふくはら としまる）     | 男爵 | 武家 | 長州藩家老・宇部領1万1000石     | 明治33年5月9日   | 一門家老、毛利元就生母の実家                                                |
| 福原基蔵 （ふくはら もとぞう）     | 男爵 | 勲功 | 長州藩一門家老福原家分家        | 明治30年10月27日 | 陸軍大尉。父豊功の功により叙爵。子の基彦は初の戦後爵位返上者（昭和21年5月） |
| 福原実 （ふくはら みのる）         | 男爵 | 勲功 | 長州藩一門家老福原家分家        | 明治33年5月9日   | 陸軍少将に進み、戊辰・西南戦争の功。                                        |
| 藤井行道 （ふじい ゆきみち）       | 子爵 | 公家 | 卜部氏30石3人扶持               | 明治17年7月8日   |                                                                             |
| 藤井包總 （ふじい かねすけ）       | 男爵 | 勲功 | 安芸国                          | 明治40年9月21日  | 陸軍中将に進み、戊辰・西南・日清戦争に出征して功                            |
| 藤枝雅之 （ふじえ まさゆき）       | 男爵 | 公家 | 難波流飛鳥井支流50石            | 明治17年7月8日   | 貴族院男爵議員                                                              |
| 藤大路納親 （ふじおおじ のりちか） | 男爵 | 公家 | 高倉一門堀河支流50石            | 明治17年7月8日   |                                                                             |
| 藤田伝三郎 （ふじた でんさぶろう） | 男爵 | 勲功 | 長門国酒屋                      | 明治44年8月25日  | 藤田組（藤田財閥）を創立して農林・鉱業を営む                                |
| 藤谷為寛 （ふじたに ためちか）     | 子爵 | 公家 | 御子左流上冷泉庶流200石         | 明治17年7月8日   | 貴族院子爵議員                                                              |
| 藤波言忠 （ふじなみ ことただ）     | 子爵 | 公家 | 大中臣姓藤波家173石             | 明治17年7月8日   | 大中臣氏直系子孫                                                            |
| 伏原宣足 （ふしはら のぶたる）     | 子爵 | 公家 | 広澄流清原氏嫡流舟橋家分家230石 | 明治17年7月8日   | 貴族院議員・賀茂別雷神社宮司兼賀茂御祖神社宮司                              |
| 伏見博英 （ふしみ ひろひで）       | 伯爵 | 皇族 | 伏見宮家                        | 昭和11年4月1日   | 伏見宮博恭王の四男。昭和11年に臣籍降下                                      |
| 藤村紫朗 （ふじむら しろう）       | 男爵 | 勲功 | 肥後熊本藩士                    | 明治29年6月5日   | 維新の功、山梨・愛媛県知事。子義朗没後に後継者不在で昭和12年1月爵位返上     |
| 二荒芳之 （ふたあら よしゆき）     | 伯爵 | 皇族 | 北白川宮家                      | 明治30年7月1日   | 北白川宮能久親王の五男                                                      |
| 船越衛 （ふなこし まもる）         | 男爵 | 勲功 | 安芸広島藩士20石3人扶持         | 明治29年6月5日   | 大村益次郎に兵学を学び、戊辰戦争で参謀                                      |
| 舟橋遂賢 （ふなばし なるかた）     | 子爵 | 公家 | 広澄流清原氏400石               | 明治17年7月8日   | 貴族院子爵議員                                                              |
| 古市公威 （ふるいち こうい）       | 男爵 | 勲功 | 兵庫県                          | 大正8年12月27日  | 内務省土木局長等を歴任                                                      |
| 古河虎之助 （ふるかわ とらのすけ） | 男爵 | 勲功 | 滋賀県                          | 大正4年12月1日   | 古河財閥の地位を確立                                                        |

### へ
| 叙爵者 （名前の読み）          | 爵位 | 種別 | 出自・出身                | 叙爵日          | 備考 |
| ------------------------------ | ---- | ---- | ------------------------- | --------------- | ---- |
| 日置健太郎 （へき けんたろう） | 男爵 | 武家 | 岡山藩家老金川領1万6000石 | 明治39年9月17日 |      |

### ほ
| 叙爵者（名前の読み）                 | 爵位 | 種別 | 出自                        | 叙爵日           | 備考                                                                             |
| ------------------------------------ | ---- | ---- | --------------------------- | ---------------- | -------------------------------------------------------------------------------- |
| 北条氏恭 （ほうじょう うじゆき）     | 子爵 | 武家 | 河内狭山藩1万石             | 明治17年7月8日   | 戦国大名・北条早雲の後裔                                                         |
| 坊城俊章 （ぼうじょう としあや）     | 伯爵 | 公家 | 勧修寺流180石               | 明治17年7月7日   | 参与・陸軍中佐・貴族院議員                                                       |
| 坊城俊延 （ぼうじょう としのぶ）     | 男爵 | 公家 | 坊城伯爵家分家              | 明治17年7月8日   |                                                                                  |
| 保科正益 （ほしな まさあり）         | 子爵 | 武家 | 上総飯野藩2万石             | 明治17年7月8日   |                                                                                  |
| 穂穙俊香 （ほづみ としか）           | 男爵 | 公家 | 勧修寺流坊城支流50石        | 明治17年7月8日   |                                                                                  |
| 穂積陳重 （ほづみ のぶしげ）         | 男爵 | 勲功 | 伊予宇和島藩国学者          | 大正4年12月1日   | 日本初の法学博士。枢密院議長をつとめる                                           |
| 細川護久 （ほそかわ もりひさ）       | 侯爵 | 武家 | 肥後熊本藩54万石            | 明治17年7月7日   | 父の韶邦は戊辰戦争で軍功を挙げる                                                 |
| 細川興貫 （ほそかわ おきつら）       | 子爵 | 武家 | 下野茂木藩1万6313石         | 明治17年7月8日   |                                                                                  |
| 細川行真 （ほそかわ ゆきざね）       | 子爵 | 武家 | 肥後宇土藩3万石             | 明治17年7月8日   |                                                                                  |
| 細川利永 （ほそかわ としなが）       | 子爵 | 武家 | 肥後高瀬藩3万5000石         | 明治17年7月8日   |                                                                                  |
| 細川興増 （ほそかわ おきなが）       | 男爵 | 武家 | 熊本藩家老・2万5000石       | 明治30年10月27日 | 細川刑部家                                                                       |
| 細川潤次郎 （ほそかわ じゅんじろう） | 男爵 | 勲功 | 土佐藩士儒学者              | 明治33年5月9日   |                                                                                  |
| 細川忠穀 （ほそかわ ただよし）       | 男爵 | 武家 | 熊本藩家老・6000石          | 明治33年5月9日   | 細川内膳家                                                                       |
| 細川護晃 （ほそかわ もりあき）       | 男爵 | 武家 | 細川侯爵家分家              | 明治29年12月3日  | 養子護立が細川侯爵家相続のため大正3年10月廃家                                    |
| 堀田正倫 （ほった まさのり）         | 伯爵 | 武家 | 下総佐倉藩11万石            | 明治17年7月7日   |                                                                                  |
| 堀田正養 （ほった まさやす）         | 子爵 | 武家 | 近江宮川藩1万3000石         | 明治17年7月8日   |                                                                                  |
| 堀田正頌 （ほった まさつぐ）         | 子爵 | 武家 | 下総佐野藩1万6000石         | 明治17年7月8日   |                                                                                  |
| 穂波経藤 （ほなみ つねふじ）         | 子爵 | 公家 | 勧修寺支流30石3人扶持       | 明治17年7月8日   | 明治38年6月爵位返上                                                              |
| 堀親篤 （ほり ちかあつ）             | 子爵 | 武家 | 信濃飯田藩1万7000石         | 明治17年7月8日   | 貴族院子爵議員                                                                   |
| 堀河康隆 （ほりかわ やすたか）       | 子爵 | 公家 | 高倉家支流180石             | 明治17年7月8日   | 昭和19年7月孫康文戦死後に後継者を欠く                                            |
| 本庄寿巨 （ほんじょう ひさなお）     | 子爵 | 武家 | 美濃高富藩1万石             | 明治17年7月8日   | 桂昌院の甥の子孫。貴族院子爵議員                                                 |
| 本荘宗武 （ほんじょう むねたけ）     | 子爵 | 武家 | 丹後宮津藩7万石             | 明治17年7月8日   | 桂昌院の甥の子孫 本庄松平家                                                      |
| 本庄繁 （ほんじょう しげる）         | 男爵 | 勲功 | 播磨国                      | 昭和10年12月26日 | 日露・第一次大戦・シベリア出兵に出征。昭和20年11月没後に子の一雄は襲爵手続きせず |
| 本多実方 （ほんだ さねふさ）         | 子爵 | 武家 | 信濃飯山藩2万石             | 明治17年7月8日   | 貴族院子爵議員。昭和18年2月子助信没後に襲爵手続きせず                            |
| 本多忠敬 （ほんだ ただあつ）         | 子爵 | 武家 | 三河岡崎藩5万石             | 明治17年7月8日   | 徳川四天王・本多忠勝の直系子孫                                                   |
| 本多忠貫 （ほんだ ただつら）         | 子爵 | 武家 | 伊勢神戸藩1万5000石         | 明治17年7月8日   |                                                                                  |
| 本多忠彦 （ほんだ ただひこ）         | 子爵 | 武家 | 陸奥泉藩2万石               | 明治17年7月8日   |                                                                                  |
| 本多忠鵬 （ほんだ ただゆき）         | 子爵 | 武家 | 三河西端藩1万5000石         | 明治17年7月8日   |                                                                                  |
| 本多正憲 （ほんだ まさのり）         | 子爵 | 武家 | 安房長尾藩4万石             | 明治17年7月8日   | 戦国武将・本多正重の後裔                                                         |
| 本多康穣 （ほんだ やすしげ）         | 子爵 | 武家 | 近江膳所藩6万石             | 明治17年7月8日   |                                                                                  |
| 本多貞吉 （ほんだ ていきち）         | 子爵 | 武家 | 播磨山崎藩1万石             | 明治17年7月8日   |                                                                                  |
| 本田親雄 （ほんだ ちかお）           | 男爵 | 勲功 | 薩摩藩士                    | 明治20年5月24日  | 戊辰戦争で参謀                                                                   |
| 本多副元 （ほんだ すけもと）         | 男爵 | 武家 | 福井藩家老・府中領3万9000石 | 明治17年7月8日   | 戦国武将・本多重次の甥の後裔                                                     |
| 本多政以 （ほんだ まさざね）         | 男爵 | 武家 | 加賀藩家老5万石             | 明治33年5月9日   | 戦国武将・本多正信の二男政重の後裔                                               |
| 本堂親久 （ほんどう ちかひさ）       | 男爵 | 武家 | 常陸志筑藩1万110石          | 明治17年7月8日   | 交代寄合常陸新治郡志筑                                                           |

## ま行

### ま
| 叙爵者（名前の読み）                   | 爵位 | 種別 | 出自・出身                       | 叙爵日           | 備考                                                                       |
| -------------------------------------- | ---- | ---- | -------------------------------- | ---------------- | -------------------------------------------------------------------------- |
| 蒔田広孝 （まいた ひろたか）           | 子爵 | 武家 | 備中浅尾藩1万石                  | 明治17年7月8日   | 交代寄合，京都見廻役 相模守組                                              |
| 前島密 （まえじま ひそか）             | 男爵 | 勲功 | 越後国中頸城郡津有村             | 明治35年6月19日  | 維新後、郵便制度を確立                                                     |
| 前田利同 （まえだ としあつ）           | 伯爵 | 武家 | 越中富山藩10万石                 | 明治17年7月7日   |                                                                            |
| 前田利昭 （まえだ としあき）           | 子爵 | 武家 | 上野七日市藩1万石                | 明治17年7月8日   |                                                                            |
| 前田利鬯 （まえだ としか）             | 子爵 | 武家 | 加賀大聖寺藩10万石               | 明治17年7月8日   |                                                                            |
| 前田勇 （まえだ いさむ）               | 男爵 | 勲功 | 大和国                           | 明治40年10月2日  | 陸軍大佐。養父隆礼の戊辰・日露戦争中の功により叙爵                         |
| 前田孝 （まえだ つこう）               | 男爵 | 武家 | 加賀藩一門・1万8000石            | 明治33年5月9日   | 加賀八家前田対馬守家 昭和22年2月子の孝行は爵位返上                         |
| 前田利武 （まえだ としたけ）           | 男爵 | 武家 | 前田侯爵家分家                   | 明治17年7月8日   | 加賀藩主前田斉泰の十二男                                                   |
| 前田直行 （まえだ なおつら）           | 男爵 | 武家 | 加賀藩一門・1万1000石            | 明治33年5月9日   | 加賀八家筆頭前田土佐守家                                                   |
| 前田正名 （まえだ まさな）             | 男爵 | 勲功 | 薩摩藩医                         | 大正10年8月11日  | 山梨県知事・農商務次官を歴任。昭和14年1月子三介没後女戸主となり栄典喪失    |
| 前田利嗣 （まえだ としつぐ）           | 侯爵 | 武家 | 加賀藩102万5000石                | 明治17年7月7日   | 戦国大名・前田利家の直系子孫                                               |
| 真木長義 （まき ながよし）             | 男爵 | 勲功 | 肥前国                           | 明治20年5月24日  | 海軍中将に進み、海軍裁判所長等を歴任                                       |
| 牧野伸顕 （まきの のぶあき）           | 伯爵 | 勲功 | 薩摩藩士御小姓与                 | 大正14年4月9日   | 明治40年11月4日男爵→子爵→伯爵 大久保利通の二男、内大臣等歴任               |
| 牧野弼成 （まきの すけしげ）           | 子爵 | 武家 | 丹後舞鶴藩3万5000石              | 明治17年7月8日   |                                                                            |
| 牧野貞寧 （まきの さだやす）           | 子爵 | 武家 | 常陸笠間藩8万石                  | 明治17年7月8日   |                                                                            |
| 牧野忠篤 （まきの ただあつ）           | 子爵 | 武家 | 越後長岡藩7万4000石              | 明治17年7月8日   |                                                                            |
| 牧野忠良 （まきの ただよし）           | 子爵 | 武家 | 越後峰岡藩1万1000石              | 明治24年12月24日 |                                                                            |
| 牧野康強 （まきの やすたけ）           | 子爵 | 武家 | 信濃小諸藩1万5000石              | 明治17年7月8日   |                                                                            |
| 槇村正直 （まきむら まさなお）         | 男爵 | 勲功 | 長門国                           | 明治20年5月24日  | 維新の功、京都府知事・元老院議官等歴任。昭和5年2月子正介没後に後継者を欠く |
| 増山正同 （ましやま まさとも）         | 子爵 | 武家 | 伊勢長島藩2万石                  | 明治17年7月8日   |                                                                            |
| 益田精祥 （ますだ あきよし）           | 男爵 | 武家 | 長州藩家老・須佐領1万2000石      | 明治33年5月9日   | 永代家老、戦国武将・益田元祥の後裔                                         |
| 益田孝 （ますだ たかし）               | 男爵 | 勲功 | 佐渡国                           | 大正7年11月26日  | 三井物産会社設立に参加 小田原三茶人                                        |
| 町尻量衡 （まちじり かずひら）         | 子爵 | 公家 | 水無瀬家支流30石3人扶持          | 明治17年7月8日   |                                                                            |
| 松井康義 （まつい やすよし）           | 子爵 | 武家 | 武蔵川越藩8万400石               | 明治17年7月8日   | 松井松平家                                                                 |
| 松井慶四郎 （まつい けいしろう）       | 男爵 | 勲功 | 大阪府                           | 大正9年9月7日    | 第一次大戦の講和全権委員、外務大臣・枢密顧問官等歴任                       |
| 松井敏之 （まつい としゆき）           | 男爵 | 武家 | 熊本藩家老・八代領3万石          | 明治25年10月15日 | 筆頭家老、上卿三家                                                         |
| 松尾臣善 （まつお しげよし）           | 男爵 | 勲功 | 播磨国                           | 明治40年9月23日  | 大蔵省に出仕、のちに日銀総裁。日露戦争中の功により叙爵                     |
| 松岡康毅 （まつおか やすこわ）         | 男爵 | 勲功 | 阿波徳島藩中老長谷川家家臣       | 大正6年8月14日   | 検事総長・農商務大臣等歴任                                                 |
| 松崎万長 （まつがさき つむなが）       | 男爵 | 公家 | 勧修寺家嫡流甘露寺一門           | 明治17年7月8日   | 明治29年10月22日、爵位返上。                                               |
| 松方正義 （まつかた まさよし）         | 公爵 | 勲功 | 薩摩藩士                         | 大正11年9月18日  | 明治17年7月7日伯爵→侯爵→公爵、内閣総理大臣。昭和2年12月に子巌は爵位を返上  |
| 松木美彦 （まつき ともひこ）           | 男爵 | 神官 | 伊勢神宮外宮神職（度会姓松木家） | 明治17年7月8日   |                                                                            |
| 松園尚嘉 （まつぞの ひさよし）         | 男爵 | 公家 | 九条流摂関家支流                 | 明治17年7月8日   | 興福寺大乗院最後の門跡・隆芳 廃仏毀釈により院は廃絶されて本人は還俗        |
| 松田正久 （まつだ まさひさ）           | 男爵 | 勲功 | 肥前小城藩士                     | 大正3年1月19日   | 大蔵・司法・文部の各大臣をつとめた                                         |
| 松平容大 （まつだいら かたはる）       | 子爵 | 武家 | 陸奥会津藩28万石                 | 明治17年7月8日   | 御家門・会津松平家                                                         |
| 松平定教 （まつだいら さだのり）       | 子爵 | 武家 | 伊勢桑名藩11万石                 | 明治17年7月8日   | 久松松平家、松山藩久松家の分家                                             |
| 松平武修 （まつだいら たけなが）       | 子爵 | 武家 | 石見浜田藩6万1000石              | 明治17年7月8日   | 御家門・越智松平家                                                         |
| 松平忠和 （まつだいら ただかず）       | 子爵 | 武家 | 肥前島原藩7万石                  | 明治17年7月8日   | 深溝松平家                                                                 |
| 松平忠礼 （まつだいら ただなり）       | 子爵 | 武家 | 信濃上田藩5万3000石              | 明治17年7月8日   | 藤井松平家                                                                 |
| 松平忠敬 （まつだいら ただのり）       | 子爵 | 武家 | 武蔵忍藩10万石                   | 明治17年7月8日   | 奥平松平家                                                                 |
| 松平忠恕 （まつだいら ただゆき）       | 子爵 | 武家 | 上野小幡藩2万石                  | 明治17年7月8日   | 奥平松平家                                                                 |
| 松平親信 （まつだいら ちかのぶ）       | 子爵 | 武家 | 豊後杵築藩3万2000石              | 明治17年7月8日   | 能見松平家・貴族院子爵議員                                                 |
| 松平直亮 （まつだいら なおあき）       | 伯爵 | 武家 | 出雲松江藩18万6000石             | 明治17年7月7日   | 越前松平家・貴族院伯爵議員                                                 |
| 松平直哉 （まつだいら なおとし）       | 子爵 | 武家 | 出雲母里藩1万石                  | 明治17年7月8日   | 越前松平家                                                                 |
| 松平直徳 （まつだいら なおのり）       | 子爵 | 武家 | 播磨明石藩8万石                  | 明治17年7月8日   | 越前松平家、貴族院子爵議員                                                 |
| 松平直平 （まつだいら なおひら）       | 子爵 | 武家 | 出雲広瀬藩3万石                  | 明治17年7月8日   | 越前松平家                                                                 |
| 松平直静 （まつだいら なおやす）       | 子爵 | 武家 | 越後糸魚川藩1万石                | 明治17年7月8日   | 越前松平家                                                                 |
| 松平信正 （まつだいら のぶまさ）       | 子爵 | 武家 | 丹波亀山藩5万石                  | 明治17年7月8日   | 形原松平家                                                                 |
| 松平信安 （まつだいら のぶやす）       | 子爵 | 武家 | 出羽上山藩2万7000石              | 明治17年7月8日   | 藤井松平家。明治41年10月爵位を返上                                         |
| 松平喜徳 （まつだいら のぶのり）       | 子爵 | 武家 | 常陸守山・松川藩2万9322石        | 明治17年7月8日   | 御連枝・水戸徳川家分家                                                     |
| 松平乗承 （まつだいら のりつぐ）       | 子爵 | 武家 | 三河西尾藩6万石                  | 明治17年7月8日   | 大給松平家・日本赤十字社副社長・貴族院子爵議員                             |
| 松平乗命 （まつだいら のりとし）       | 子爵 | 武家 | 美濃岩村藩3万石                  | 明治17年7月8日   | 大給松平家                                                                 |
| 松平斉 （まつだいら ひとし）           | 男爵 | 武家 | 美作津山藩松平子爵家分家         | 明治21年11月1日  | 越前松平家                                                                 |
| 松平正直 （まつだいら まさなお）       | 男爵 | 勲功 | 越前福井藩御用人                 | 明治33年5月9日   | 長沢松平家・内務次官・貴族院議員・枢密顧問官                               |
| 松平茂昭 （まつだいら もちあき）       | 侯爵 | 武家 | 越前福井藩32万石                 | 明治21年1月17日  | 御家門筆頭・越前松平家 明治17年7月7日伯爵→侯爵                             |
| 松平基則 （まつだいら もとのり）       | 伯爵 | 武家 | 上野前橋藩17万石                 | 明治17年7月7日   | 越前松平家                                                                 |
| 松平康民 （まつだいら やすたみ）       | 子爵 | 武家 | 美作津山藩10万石                 | 明治17年7月8日   | 御家門筆頭・越前松平家宗家                                                 |
| 松平慶民 （まつだいら よしたみ）       | 子爵 | 武家 | 福井藩松平侯爵家分家             | 明治39年9月17日  | 越前松平家                                                                 |
| 松平義生 （まつだいら よしなり）       | 子爵 | 武家 | 美濃高須藩3万石                  | 明治17年7月8日   | 御連枝・尾張徳川家分家                                                     |
| 松平頼聡 （まつだいら よりとし）       | 伯爵 | 武家 | 讃岐高松藩12万石                 | 明治17年7月7日   | 御連枝・水戸徳川家分家                                                     |
| 松平頼英 （まつだいら よりひで）       | 子爵 | 武家 | 伊予西条藩3万石                  | 明治17年7月8日   | 御連枝・紀州徳川家分家                                                     |
| 松平頼策 （まつだいら よりふみ）       | 子爵 | 武家 | 常陸常陸府中・岩岡藩2万石        | 明治17年7月8日   | 御連枝・水戸徳川家分家                                                     |
| 松平頼安 （まつだいら よりやす）       | 子爵 | 武家 | 常陸宍戸藩1万石                  | 明治17年7月8日   | 御連枝・水戸徳川家分家                                                     |
| 松永正敏 （まつなが まさとし）         | 男爵 | 勲功 | 肥後国                           | 明治40年9月21日  | 陸軍中将に進み、西南・日清・日露・台湾出兵に出征                           |
| 松木宗隆 （まつのき むねたか）         | 伯爵 | 公家 | 中御門流嫡流341石                | 明治17年7月7日   | 貴族院伯爵議員                                                             |
| 松林為美 （まつばやし ためあき）       | 男爵 | 公家 | 御子左家二条家庶流上冷泉支流     | 明治17年7月8日   | 明治29年12月21日、爵位返上。                                               |
| 松前修広 （まつまえ ながひろ）         | 子爵 | 武家 | 蝦夷松前藩3万石                  | 明治17年7月8日   | 昭和19年10月孫正広戦死後に後継者を欠く                                     |
| 松前隆広 （まつまえ たかひろ）         | 男爵 | 武家 | 松前子爵家分家                   | 明治22年10月16日 |                                                                            |
| 松村淳蔵 （まつむら じゅんぞう）       | 男爵 | 勲功 | 薩摩国                           | 明治20年5月24日  | 海軍中将に進み、西南戦争で功                                               |
| 松村務 （まつむら つとむ）             | 男爵 | 勲功 | 加賀国                           | 明治40年10月2日  | 父務本の日清・日露戦争の功により叙爵                                       |
| 松本鼎 （まつもと かなえ）             | 男爵 | 勲功 | 長門国                           | 明治40年10月22日 | 禁門の変・幕長戦・戊辰戦争で功、元老院議官・衆議院議員                     |
| 松本順 （まつもと じゅん）             | 男爵 | 勲功 | 江戸                             | 明治38年3月1日   | 陸軍軍医総監等をつとめ、軍医制度確立に功                                   |
| 松浦詮 （まつら あきら）               | 伯爵 | 武家 | 肥前平戸藩6万1700石              | 明治17年7月8日   |                                                                            |
| 松浦靖 （まつら はかる）               | 子爵 | 武家 | 肥前平戸新田藩1万石              | 明治23年12月26日 | 松浦詮二男、陸軍歩兵中佐、侍従                                             |
| 万里小路通房 （までのこうじ みちふさ） | 伯爵 | 公家 | 勧修寺流嫡流甘露寺分家390石      | 明治17年7月7日   | 戊辰戦争で功を挙げた                                                       |
| 万里小路正秀 （までのこうじ まさひで） | 男爵 | 公家 | 万里小路伯爵家分家               | 明治17年7月8日   |                                                                            |
| 間部詮信 （まなべ あきのぶ）           | 子爵 | 武家 | 越前鯖江藩4万石                  | 明治17年7月8日   |                                                                            |
| 真鍋斌 （まなべ さかり）               | 男爵 | 勲功 | 長門国                           | 明治40年9月21日  | 陸軍中将に進み、西南戦争・日清戦争等で功                                   |

### み
| 叙爵者（名前の読み）                   | 爵位 | 種別 | 出自・出身                     | 叙爵日          | 備考                                                     |
| -------------------------------------- | ---- | ---- | ------------------------------ | --------------- | -------------------------------------------------------- |
| 三浦顕次 （みうら たかつぐ）           | 子爵 | 武家 | 美作勝山藩2万3000石            | 明治17年7月8日  | 戦国大名・里見家重臣正木頼忠の後裔                       |
| 三浦梧楼 （みうら ごろう）             | 子爵 | 勲功 | 長州藩士                       | 明治17年7月7日  | 西南戦争で功、乙未事変。陸軍中将                         |
| 三浦権五郎 （みうら ごんごろう）       | 男爵 | 武家 | 紀州藩家老・貴志領1万5000石    | 明治33年5月9日  |                                                          |
| 三島通庸 （みしま みちつね）           | 子爵 | 勲功 | 薩摩藩士鼓指南役               | 明治20年5月24日 | 維新の功。内務官僚、山形県令・警視総監などを歴任。       |
| 三須宗太郎 （みす そうたろう）         | 男爵 | 勲功 | 近江彦根藩士                   | 明治40年9月21日 | 日露戦争時、第1戦隊司令官。海軍大将                      |
| 水野忠敬 （みずの ただのり）           | 子爵 | 武家 | 上総菊間藩5000石               | 明治17年7月8日  |                                                          |
| 水野忠愛 （みずの ただよし）           | 子爵 | 武家 | 下総結城藩1万8000石            | 明治17年7月8日  |                                                          |
| 水野忠弘 （みずの ただひろ）           | 子爵 | 武家 | 近江朝日山藩5万石              | 明治17年7月8日  |                                                          |
| 水野忠順 （みずの ただより）           | 子爵 | 武家 | 上総鶴牧藩1万5000石            | 明治17年7月8日  |                                                          |
| 水野忠幹 （みずの ただもと）           | 男爵 | 武家 | 紀伊新宮藩3万5000石            | 明治17年7月8日  | 紀伊徳川家附家老                                         |
| 溝口直正 （みぞぐち なおまさ）         | 伯爵 | 武家 | 越後新発田藩10万石             | 明治17年7月7日  |                                                          |
| 三井高棟 （みつい たかみね）           | 男爵 | 勲功 | 宇多源氏佐々木氏支流三井家     | 明治29年6月9日  | 三井惣領家 諸事業を興した功で爵位を賜る                  |
| 三井高弘 （みつい たかひろ）           | 男爵 | 勲功 | 宇多源氏佐々木氏支流三井分家   | 明治44年8月25日 | 三井南家                                                 |
| 三井高保 （みつい たかやす）           | 男爵 | 勲功 | 宇多源氏佐々木氏支流三井家分家 | 大正4年12月1日  | 三井室町家                                               |
| 箕作麟祥 （みつくり りんしょう）       | 男爵 | 勲功 | 江戸箕作家                     | 明治30年12月1日 | 司法次官・行政裁判所長官等を歴任                         |
| 水無瀬忠輔 （みなせ ただすけ）         | 子爵 | 公家 | 水無瀬家嫡流631石              | 明治17年7月8日  |                                                          |
| 南光利 （みなみ みつとし）             | 男爵 | 公家 | 日野家支流広橋家分家26石       | 明治17年7月8日  | 貴族院男爵議員                                           |
| 南岩倉具威 （みなみいわくら ともたけ） | 男爵 | 公家 | 岩倉公爵家分家                 | 明治17年7月8日  |                                                          |
| 壬生基修 （みぶ もとおさ）             | 伯爵 | 公家 | 中御門流持明院家支流130石      | 明治24年4月23日 | 明治17年7月8日子爵→伯爵                                  |
| 壬生桄夫 （みぶ こうふ）               | 男爵 | 公家 | 官務100石                      | 明治17年7月8日  |                                                          |
| 三室戸雄光 （みむろど たけみつ）       | 子爵 | 公家 | 日野流柳原家分家130石          | 明治17年7月8日  |                                                          |
| 水谷川忠起 （みやがわ ただおき）       | 男爵 | 公家 | 近衛流摂関家支流               | 明治17年7月8日  |                                                          |
| 三宅康寧 （みやけ やすなが）           | 子爵 | 武家 | 三河田原藩1万2000石            | 明治17年7月8日  |                                                          |
| 宮成公矩 （みやなり きみつね）         | 男爵 | 神官 | 宇佐神宮神職                   | 明治17年7月8日  | 昭和11年9月爵位返上し、昭和14年3月姓を宇佐に戻した       |
| 宮原二郎 （みやはら じろう）           | 男爵 | 勲功 | 武蔵国                         | 明治40年9月21日 | 海軍機関中将で日露戦争に功                               |
| 三好重臣 （みよし しげおみ）           | 子爵 | 勲功 | 長州藩士                       | 明治17年7月7日  | 戊辰・西南戦争に出征。陸軍中将                           |
| 三好成行 （みよし なりゆき）           | 男爵 | 勲功 | 長州藩士                       | 明治40年9月21日 | 幕末、四国艦隊と交戦。西南・日清・日露戦争に功。陸軍中将 |

### む
| 叙爵者（名前の読み）                   | 爵位 | 種別 | 出自                            | 叙爵日          | 備考                                                                                          |
| -------------------------------------- | ---- | ---- | ------------------------------- | --------------- | --------------------------------------------------------------------------------------------- |
| 向山慎吉 （むかいやま しんきち）       | 男爵 | 勲功 | 幕府・旗本                      | 明治40年9月21日 | 海軍中将に進み、西南・日清・日露戦争に出征                                                    |
| 武者小路実世 （むしゃのこうじ さねよ） | 子爵 | 公家 | 閑院流三条家庶流三条西支流130石 | 明治17年7月8日  | 二男の実篤は、白樺派の作家として有名                                                          |
| 陸奥宗光 （むつ むねみつ）             | 伯爵 | 勲功 | 紀州藩士                        | 明治28年8月20日 | 明治27年8月29日子爵→伯爵。農商務・外務各大臣等歴任。昭和22年2月に孫陽之助は爵位を返上         |
| 武藤信義 （むとう のぶよし）           | 男爵 | 勲功 | 肥前佐賀藩士                    | 昭和8年7月27日  | 元帥陸軍大将に進み、日清・日露・シベリア出兵に功。没後女戸主となり栄典喪失                    |
| 村井長八郎 （むらい ちょうはちろう）   | 男爵 | 武家 | 加賀藩家老1万9500石             | 明治33年5月9日  |                                                                                               |
| 村上敬次郎 （むらかみ けいじろう）     | 男爵 | 勲功 | 安芸国                          | 明治40年9月21日 | 海軍主計総監に進み、海軍関係法律整備、日露戦争の功。昭和9年12月子隆吉没後女戸主となり栄典喪失 |
| 村木雅美 （むらき まさみ）             | 男爵 | 勲功 | 土佐国                          | 明治40年9月21日 | 陸軍中将に進み、日清・日露戦争の功。昭和20年9月子雅枝没後に襲爵手続きせず                     |
| 村田経芳 （むらた つねよし）           | 男爵 | 勲功 | 薩摩藩士                        | 明治29年6月5日  | 陸軍少将。村田銃と称される小銃の改良をした                                                    |
| 室町公康 （むろまち きんやす）         | 伯爵 | 公家 | 閑院流西園寺家一門200石         | 明治17年7月7日  |                                                                                               |

### め
| 叙爵者（名前の読み）               | 爵位 | 種別 | 出自   | 叙爵日          | 備考 |
| ---------------------------------- | ---- | ---- | ------ | --------------- | ---- |
| 目賀田種太郎 （めがた たねたろう） | 男爵 | 勲功 | 東京都 | 明治40年9月28日 |      |

### も
| 叙爵者（名前の読み）                   | 爵位 | 種別 | 出自                 | 叙爵日           | 備考                                               |
| -------------------------------------- | ---- | ---- | -------------------- | ---------------- | -------------------------------------------------- |
| 毛利元徳 （もうり もとのり）           | 公爵 | 武家 | 周防山口藩36万9千石  | 明治17年7月7日   | 周防山口藩主・明治維新の原動力となった。           |
| 毛利高範 （もうり たかのり）           | 子爵 | 武家 | 豊後佐伯藩2万石      | 明治17年7月8日   |                                                    |
| 毛利元功 （もうり もといさ）           | 子爵 | 武家 | 周防徳山藩4万10石    | 明治17年7月8日   |                                                    |
| 毛利元忠 （もうり もとただ）           | 子爵 | 武家 | 長門清末藩1万石      | 明治17年7月8日   | 貴族院子爵議員                                     |
| 毛利元敏 （もうり もととし）           | 子爵 | 武家 | 長門長府藩5万石      | 明治17年7月8日   |                                                    |
| 毛利五郎 （もうり ごろう）             | 男爵 | 武家 | 山口毛利公爵家分家   | 明治25年3月16日  |                                                    |
| 毛利重輔 （もうり じゅうすけ）         | 男爵 | 武家 | 山口毛利家一門       | 明治33年5月9日   | 鉄道技術者・日本鉄道会社副社長                     |
| 毛利祥久 （もうり よしひさ）           | 男爵 | 武家 | 山口毛利家一門       | 明治30年10月27日 |                                                    |
| 餅原平二 （もちはら へいじ）           | 男爵 | 勲功 | 薩摩国               | 明治40年9月21日  | 海軍中将。西南・日清・日露戦争に出征               |
| 元田永孚 （もとだ ながさね）           | 男爵 | 勲功 | 熊本藩士             | 明治24年1月24日  | 明治天皇に近侍。皇后宮大夫等を歴任                 |
| 本野一郎 （もとの いちろう）           | 子爵 | 勲功 | 佐賀藩               | 大正5年7月14日   | 明治40年9月14日男爵→子爵。外務大臣                 |
| 森有礼 （もり ありのり）               | 子爵 | 勲功 | 薩摩藩士             | 明治20年5月9日   | 初代文部大臣                                       |
| 森忠儀 （もり ただよし）               | 子爵 | 武家 | 播磨赤穂藩2万石      | 明治17年7月8日   | 織田信長の側近・森蘭丸の血統                       |
| 森長祥 （もり ながさち）               | 子爵 | 武家 | 播磨三日月藩1万5千石 | 明治17年7月8日   |                                                    |
| 森岡昌純 （もりおか まさずみ）         | 男爵 | 勲功 | 薩摩国               | 明治31年3月26日  | 海運業発展に功績。共同運輸会社・日本郵船会社各社長 |
| 森川恒 （もりかわ ひさし）             | 子爵 | 武家 | 下総生実藩1万石      | 明治17年7月8日   |                                                    |
| 森村市左衛門 （もりむら いちざえもん） | 男爵 | 勲功 | 東京都               | 大正4年12月1日   | 日本銀行理事をつとめるなど、実業界に功             |

## や行

### や
| 叙爵者（名前の読み）                 | 爵位 | 種別 | 出自                               | 叙爵日           | 備考                                                                             |
| ------------------------------------ | ---- | ---- | ---------------------------------- | ---------------- | -------------------------------------------------------------------------------- |
| 柳生俊郎 （やぎゅう としろう）       | 子爵 | 武家 | 大和柳生藩1万石                    | 明治17年7月8日   | 柳生新陰流宗家、将軍家剣術指南役                                                 |
| 八代六郎 （やしろ ろくろう）         | 男爵 | 勲功 | 尾張国丹羽郡楽田村（犬山市）の地主 | 大正5年7月14日   | 海軍大将に進み、日清・日露戦争で功                                               |
| 安川敬一郎 （やすかわ けいいちろう） | 男爵 | 勲功 | 福岡藩                             | 大正9年1月13日   | 各種学校・会社設立、経済発展に功績。昭和9年11月没後に襲爵手続きせず              |
| 安場保和 （やすば やすかず）         | 男爵 | 勲功 | 熊本藩                             | 明治29年6月5日   | 県知事・元老院議官等歴任、戊辰戦争で功                                           |
| 柳沢保申 （やなぎさわ やすのぶ）     | 伯爵 | 武家 | 大和郡山藩15万1288石               | 明治17年7月7日   |                                                                                  |
| 柳沢徳忠 （やなぎさわ のりただ）     | 子爵 | 武家 | 越後三日市藩1万石                  | 明治17年7月8日   |                                                                                  |
| 柳沢光邦 （やなぎさわ みつくに）     | 子爵 | 武家 | 越後黒川藩1万石                    | 明治17年7月8日   | 貴族院子爵議員                                                                   |
| 柳原前光 （やなぎわら さきみつ）     | 伯爵 | 公家 | 日野家支流202石                    | 明治17年7月7日   |                                                                                  |
| 藪篤麿 （やぶ あつまろ）             | 子爵 | 公家 | 藤原南家150石                      | 明治17年7月8日   | 昭和11年、旧姓・高倉に復姓。                                                     |
| 矢吹秀一 （やぶき ひでかず）         | 男爵 | 勲功 | 東京都                             | 明治40年9月21日  | 陸軍中将に進み、西南・日清・日露戦争で功                                         |
| 山内豊誠 （やまうち とよしげ）       | 子爵 | 武家 | 土佐高知新田藩1万3000石            | 明治17年7月8日   |                                                                                  |
| 山内豊静 （やまうち とよしず）       | 男爵 | 武家 | 山内侯爵家一門                     | 明治39年12月15日 |                                                                                  |
| 山内豊尹 （やまうち とよただ）       | 子爵 | 武家 | 山内侯爵家一門                     | 明治24年4月23日  | 明治17年7月8日男爵→子爵                                                          |
| 山内豊積 （やまうち とよつみ）       | 男爵 | 武家 | 山内侯爵家一門・1500石             | 明治22年3月2日   |                                                                                  |
| 山内豊範 （やまうち とよのり）       | 侯爵 | 武家 | 土佐高知藩49万4千石                | 明治17年7月7日   |                                                                                  |
| 山尾庸三 （やまお ようぞう）         | 子爵 | 勲功 | 周防国吉敷郡二島村                 | 明治20年5月24日  | 工部卿・宮中顧問官等歴任、工業界発展に功績                                       |
| 山岡鉄太郎 （やまおか てつたろう）   | 子爵 | 勲功 | 江戸・旗本                         | 明治20年5月24日  | 侍従・宮内大書記官等歴任。昭和18年5月孫鉄雄没後女戸主となり栄典喪失              |
| 山県有朋 （やまがた ありとも）       | 公爵 | 勲功 | 長州藩蔵元付中間                   | 明治40年9月21日  | 明治17年7月7日伯爵→侯爵→公爵。元帥陸軍大将、内閣総理大臣                         |
| 山県有光 （やまがた ありみつ）       | 男爵 | 勲功 | 長州藩蔵元付中間                   | 大正11年2月1日   | 山縣公爵家分家。外祖父、山縣有朋の功                                             |
| 山川健次郎 （やまかわ けんじろう）   | 男爵 | 勲功 | 会津藩家老                         | 大正4年12月1日   | 東京大学総長をつとめる。昭和18年3月子洵没後に後継者を欠く                        |
| 山川浩 （やまかわ ひろし）           | 男爵 | 勲功 | 会津藩家老                         | 明治31年1月26日  | 陸軍少将に進み、佐賀の乱・西南戦争に出征                                         |
| 山口弘達 （やまぐち ひろよし）       | 子爵 | 武家 | 常陸牛久藩1万17石                  | 明治17年7月8日   |                                                                                  |
| 山口正定 （やまぐち まささだ）       | 男爵 | 勲功 | 水戸藩                             | 明治29年6月5日   | 維新の功、侍従長・宮内大書記官等歴任                                             |
| 山口素臣 （やまぐち もとおみ）       | 子爵 | 勲功 | 長州藩                             | 明治37年8月5日   | 明治28年8月20日男爵→子爵。陸軍大将                                               |
| 山崎治敏 （やまざき はるとし）       | 男爵 | 武家 | 交代寄合5000石                     | 明治17年7月8日   |                                                                                  |
| 山沢静吾 （やまさわ せいご）         | 男爵 | 勲功 | 薩摩藩                             | 明治28年12月4日  | 陸軍中将に進み、薩英戦争・戊辰戦争・日清戦争に出征                               |
| 山下源太郎 （やました げんたろう）   | 男爵 | 勲功 | 出羽米沢藩士                       | 昭和3年11月10日  | 海軍大将に進み、日清・日露戦争に出征                                             |
| 山科言縄 （やましな ときなお）       | 伯爵 | 公家 | 四条家支流300石                    | 明治17年7月7日   |                                                                                  |
| 山階芳麿 （やましな よしまろ）       | 侯爵 | 皇族 | 山階宮家                           | 大正9年7月24日   | 山階宮菊麿王の二男                                                               |
| 山田顕義 （やまだ あきよし）         | 伯爵 | 勲功 | 長州藩士大組士・藩海軍頭102石      | 明治17年7月7日   | 維新の功、陸軍中将・初代司法大臣等歴任                                           |
| 山田信道 （やまだ のぶみち）         | 男爵 | 勲功 | 熊本藩士                           | 明治29年6月5日   | 維新の功、県知事・農商務大臣等歴任。昭和10年11月子東三郎没後女戸主となり栄典喪失 |
| 山地元治 （やまぢ もとはる）         | 子爵 | 勲功 | 土佐国                             | 明治28年8月20日  | 明治20年5月24日男爵→子爵。戊辰・日清戦争の功、陸軍中将                           |
| 山名義路 （やまな よしみち）         | 男爵 | 武家 | 但馬村岡藩1万1000石                | 明治17年7月8日   | 交代寄合但馬国村岡6700石 守護大名・山名氏の末裔                                  |
| 山中信儀 （やまなか のぶよし）       | 男爵 | 勲功 | 長門国                             | 明治40年9月21日  | 陸軍中将に進み、西南・日清・日露戦争で功                                         |
| 山根武亮 （やまね たけすけ）         | 男爵 | 勲功 | 長門国                             | 明治40年9月21日  | 陸軍中将に進み、西南戦争に出征                                                   |
| 山根信成 （やまね のぶなり）         | 男爵 | 勲功 | 長門国                             | 明治28年10月1日  | 日清戦争の功により臨終に際して叙爵                                               |
| 山井兼文 （やまのい かねふみ）       | 子爵 | 公家 | 水無瀬流30石3人扶持                | 明治17年7月8日   | 貴族院子爵議員                                                                   |
| 山内長人 （やまのうち おさひと）     | 男爵 | 勲功 | 江戸                               | 明治40年9月21日  | 陸軍中将に進み、西南戦争で功                                                     |
| 山内万寿治 （やまのうち ますじ）     | 男爵 | 勲功 | 肥後国                             | 明治40年9月21日  | 海軍中将に進み、造船技術向上に功績。昭和16年9月養子志郎没後女戸主となり栄典喪失  |
| 山本権兵衛 （やまもと ごんべえ）     | 伯爵 | 勲功 | 薩摩藩士                           | 明治40年9月21日  | 明治35年2月27日男爵→伯爵。内閣総理大臣、海軍大将                                 |
| 山本実庸 （やまもと さねもち）       | 子爵 | 公家 | 閑院流阿野支流175石                | 明治17年7月8日   | 貴族院子爵議員                                                                   |
| 山本達雄 （やまもと たつお）         | 男爵 | 勲功 | 豊後臼杵藩士                       | 大正9年9月7日    | 日銀理事を経て総裁                                                               |
| 山本信成 （やまもと のぶなり）       | 男爵 | 勲功 | 長門国                             | 明治40年10月2日  | 父信行の日露戦争の功により叙爵                                                   |

### ゆ
| 叙爵者 （名前の読み）        | 爵位 | 種別 | 出自              | 叙爵日           | 備考                                                                                           |
| ---------------------------- | ---- | ---- | ----------------- | ---------------- | ---------------------------------------------------------------------------------------------- |
| 湯浅倉平 （ゆあさ くらへい） | 男爵 | 勲功 | 福島県 （山口県） | 昭和15年12月24日 | 宮内大臣、内大臣などを歴任。死亡日付けで叙爵、死後未亡人が女戸主となったため直ちに爵位を返上。 |
| 由利公正 （ゆり きみまさ）   | 子爵 | 勲功 | 福井藩士          | 明治20年5月24日  | 維新後参与職・会計事務局判事を歴任                                                             |

### よ
| 叙爵者（名前の読み）             | 爵位 | 種別 | 出自                                   | 叙爵日          | 備考                                                     |
| -------------------------------- | ---- | ---- | -------------------------------------- | --------------- | -------------------------------------------------------- |
| 横田国臣 （よこた くにおみ）     | 男爵 | 勲功 | 長崎県                                 | 大正4年12月1日  | 東京控訴院検事長・検事総長等を歴任                       |
| 横山隆平 （よこやま りゅうへい） | 男爵 | 武家 | 加賀藩家老3万石                        | 明治33年5月9日  |                                                          |
| 吉井友実 （よしい ともざね）     | 伯爵 | 勲功 | 薩摩藩士                               | 明治17年7月17日 | 戊辰戦争で功を挙げた                                     |
| 吉井信宝 （よしい のぶよし）     | 子爵 | 武家 | 上野矢田藩1万石 近衛流摂関家鷹司家分家 | 明治17年7月8日  | 鷹司松平家                                               |
| 芳川顕正 （よしかわ あきまさ）   | 伯爵 | 勲功 | 徳島藩士                               | 明治40年9月21日 | 明治29年6月5日子爵→伯爵                                  |
| 吉田清成 （よしだ きよなり）     | 子爵 | 勲功 | 薩摩藩士                               | 明治20年5月9日  | 大蔵少輔・駐米公使等を歴任                               |
| 吉田良義 （よしだ なかよし）     | 子爵 | 公家 | 卜部氏760石                            | 明治17年7月8日  | 参与・神祇事務局補・吉田神社宮司・日枝神社宮司などを歴任 |
| 米津政敏 （よねきつ まさとし）   | 子爵 | 武家 | 常陸龍ヶ崎藩1万1000石                  | 明治17年7月8日  |                                                          |
| 米倉昌言 （よねくら まさこと）   | 子爵 | 武家 | 武蔵金沢六浦藩1万2000石                | 明治17年7月8日  | 昭和12年2月子昌臧の養子昌達没後女戸主となり栄典喪失      |

## ら行

### れ
| 叙爵者（名前の読み）           | 爵位 | 種別 | 出自          | 叙爵日         | 備考                     |
| ------------------------------ | ---- | ---- | ------------- | -------------- | ------------------------ |
| 冷泉為柔 （れいぜい ためとう） | 子爵 | 公家 | 御子左家150石 | 明治17年7月8日 |                          |
| 冷泉為紀 （れいぜい ためもと） | 伯爵 | 公家 | 御子左家300石 | 明治17年7月7日 | 藤原定家直系の歌道の宗家 |

### ろ
| 叙爵者（名前の読み）             | 爵位 | 種別 | 出自               | 叙爵日         | 備考                            |
| -------------------------------- | ---- | ---- | ------------------ | -------------- | ------------------------------- |
| 六郷政鑑 （ろくごう まさあきら） | 子爵 | 武家 | 出羽本荘藩2万20石  | 明治17年7月8日 | 昭和16年7月に孫白雨は爵位を返上 |
| 六条有熙 （ろくじょう ありさと） | 子爵 | 公家 | 村上源氏265石      | 明治17年7月8日 |                                 |
| 六角博通 （ろっかく ひろみち）   | 子爵 | 公家 | 松木分家園支流30石 | 明治17年7月8日 |                                 |

## わ行

### わ
| 叙爵者（名前の読み）               | 爵位 | 種別 | 出自                              | 叙爵日          | 備考                                                                   |
| ---------------------------------- | ---- | ---- | --------------------------------- | --------------- | ---------------------------------------------------------------------- |
| 若槻礼次郎 （わかつき れいじろう） | 男爵 | 勲功 | 出雲松江藩士                      | 昭和6年4月11日  | 大蔵大臣・総理大臣等を歴任                                             |
| 脇坂安斐 （わきさか やすあや）     | 子爵 | 武家 | 播磨龍野藩5万1089石               | 明治17年7月8日  |                                                                        |
| 分部光謙 （わけべ みつのり）       | 子爵 | 武家 | 近江大溝藩2万石                   | 明治17年7月8日  | 明治35年7月爵位返上                                                    |
| 鷲尾隆聚 （わしお たかあつ）       | 伯爵 | 公家 | 四条流180石                       | 明治17年7月7日  | 幕末期、高野山挙兵に参加                                               |
| 鷲尾隆順 （わしお たかよし）       | 男爵 | 公家 | 鷲尾伯爵家分家                    | 明治17年7月8日  |                                                                        |
| 渡辺章綱 （わたなべ あきつな）     | 子爵 | 武家 | 和泉伯太藩1万3520石               | 明治17年7月8日  |                                                                        |
| 渡辺章 （わたなべ あきら）         | 男爵 | 勲功 | 長州藩                            | 明治40年9月21日 | 陸軍中将、西南・日清・日露戦争の功。昭和9年5月没後女戸主となり栄典喪失 |
| 渡辺清 （わたなべ きよし）         | 男爵 | 勲功 | 肥前大村藩士                      | 明治20年5月24日 | 幕末の勤王の志士として藩論を尊王に統一                                 |
| 渡辺国武 （わたなべ くにたけ）     | 子爵 | 勲功 | 信濃諏訪・高島藩士                | 明治28年8月20日 | 蔵相・逓信相等を歴任                                                   |
| 渡辺千秋 （わたなべ ちあき）       | 伯爵 | 勲功 | 信濃諏訪・高島藩士                | 明治44年4月21日 | 明治33年5月9日男爵→子爵→伯爵                                           |
| 渡辺昇 （わたなべ のぼり）         | 子爵 | 勲功 | 肥前大村藩士                      | 明治20年5月9日  | 渡辺清の弟。昭和19年7月孫の武治戦死後、襲爵手続きせず                  |
| 渡辺綱聰 （わたなべ つなさと）     | 男爵 | 武家 | 名古屋藩家老・三河寺部領1万4000石 | 明治33年5月9日  | 渡辺半蔵家、徳川十六神将・渡辺守綱の後裔                               |